# Пігментація волосся

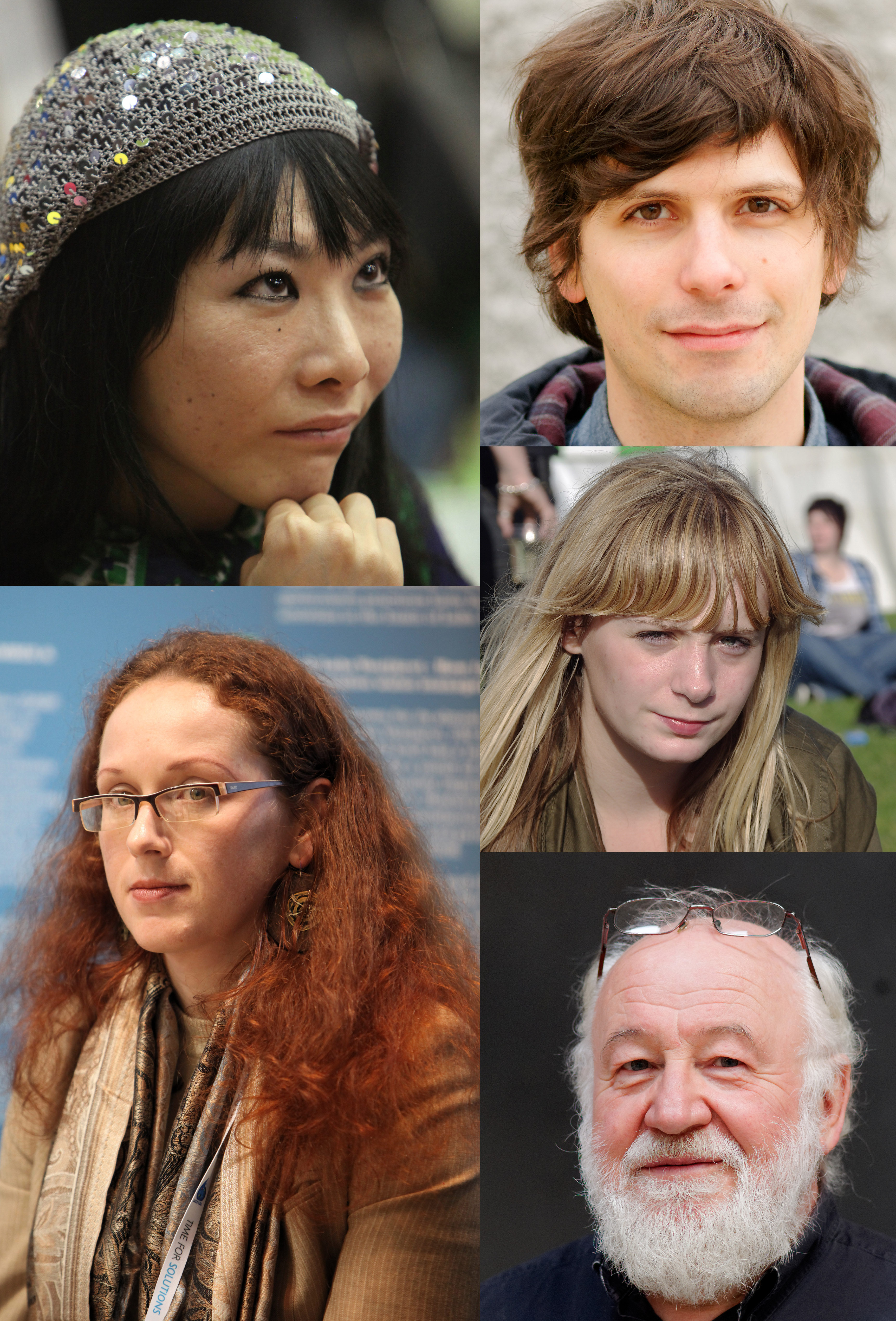
Зверху ліворуч: чорне, коричневе, біляве, руде і сиве волосся

Пігментація волосся (також забарвлення, колір волосся) — визначається вмістом у ньому пігментів еумеланіну (чорно-коричневий) і феомеланіну (жовто-червоний), поєднання яких дає всю гаму відтінків: чорне та коричневе (брюнет), руде, біляве (блондин), біле (сиве, альбіносне, депігментоване) волосся.
На колірне враження від волосся впливає й залежність кількості волосяних цибулин на волосистій частині голови від забарвлення волосся: в середньому, найменшу щільність оволосіння голови мають рудоволосі люди (від 60 до 80 тисяч волосин), а найбільшу —блондини та блондинки (до 150 тис. волосин).

## Механізми пігментації
Забарвлення волосся залежить від багатьох факторів, найголовнішими з яких є генетичні і ендокринні. 
Барва волосся залежить від кількості барвника — пігменту в клітинах кіркового шару волосини, і від кількості повітря, яким «розбавлений» пігмент. Визначальну роль відіграють два пігменти, що синтезуються спеціальними клітинами (меланоцитами) згідно з генетичною програмою: 
- еумеланін (чорно-коричневий відтінок): темний, зернистий (його молекули зібрані в гранули). Якщо синтезується велика кількість меланіну, червонуватих відтінків феомеланіну майже не видно, і «виходить» темне волосся. Якщо меланіну небагато, а феомеланіну немає, то волосся має світло-сірі і світло-попелясті тони.
- феомеланін (жовто-червоний): його молекули не розподілені дифузно. Якщо меланіну небагато, а феомеланін є, то волосся набуває червонуваті відтінки.[2]

Активність меланоцитів нерівномірна по масі волосся, тому окремі волосини однієї людини розрізняються за забарвленням, що і надає волоссю природного вигляду, який відрізняється від штучно забарвленого волосся. 
З часом активність меланоцитів падає, і волосся виростає незабарвленим, тобто сивим.
При порушенні утворення меланіну виникає альбінізм. При цьому не тільки волосся стає безбарвним, але виникають й інші фізіологічні порушення, наприклад, порушення зору. Людина, яка має альбінізм, називається альбіносом.
Депігментація волосся є часто ознакою патології, зокрема зустрічається при синдромі Абдалла — Девіса — Фарража.

## Вікові зміни кольору волосся
Досить часто у дітей у віці 1-2 років спостерігається зміна забарвлення волосся. Остаточно забарвлення волосся зазвичай визначається приблизно до 5 років. Але у деяких людей цей процес відбувається пізніше, в період статевого дозрівання: їхнє волосся сильно темніє від надходження в організм тестостерону (особливо цей процес помітний у австралоїдів).
У деяких людей з білявим волоссям після 30 років воно значно темнішає.
Після 20-30 років волосся може поступово втрачати пігментацію, з'являється сивина. Посивіння відбувається в результаті припинення продукції меланіну. Втрата пігменту починається з тієї частини волосся, яка ближче до кореня.
Якщо волосся остаточно випадає, людина лисіє.

## Види барв волосся
Для визначення забарвлення волосся створені спеціальні шкали з прямого природного або штучного волосся. В. В. Бунаком розроблена шкала, заснована на точному визначенні різних відтінків з розбивкою за довжиною хвилі всієї гами кольоровості на три ряди: червонувато-помаранчевий, жовтувато-помаранчевий і попелястий. 
Також забарвленість волосся визначають за допомогою спектрофотометрії відбитого світла або колориметрією розчинів з пігментними витяжками.
У повсякденному розумінні виділяють блондинів (попелясті, золотисті, русяві), рудих і темних (брюнетів, шатенів) людей.

### Брюнет
Брюнетами називають людей з чорним кольором волосся: відтінки від яскраво-чорного до темно-коричневого.

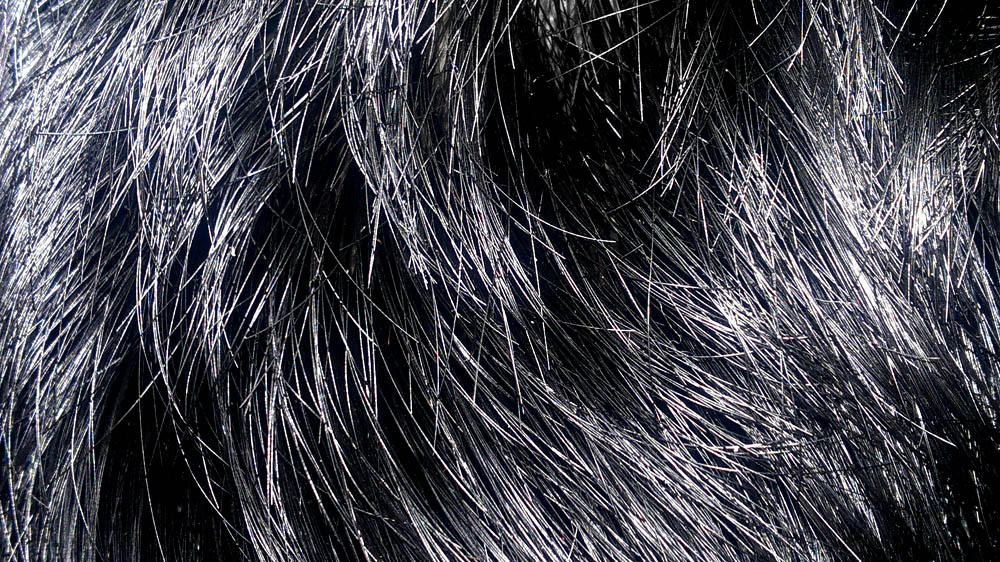
Яскраво-чорне волосся

- Файл:Girl with long black hair, rear view (21 March 2015).jpg
- Файл:Girl with short black hair, rear view (1 December 2019) 03.jpg
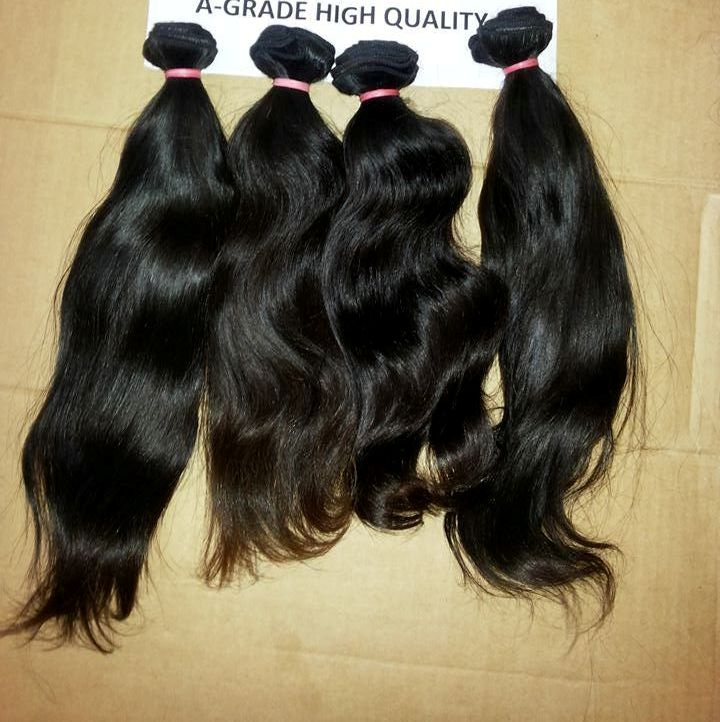
Жіноче волосся, Індія
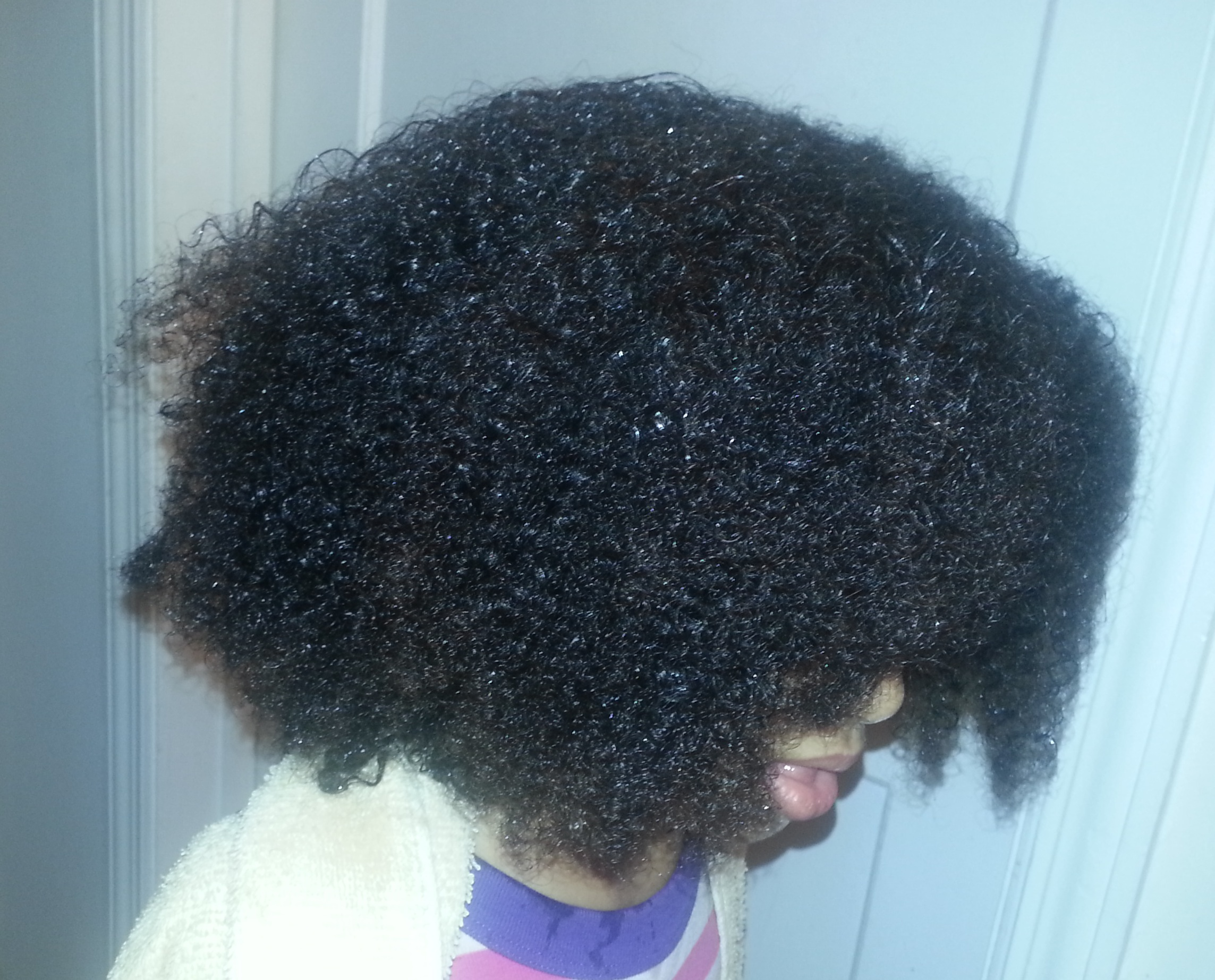
Афроамериканське волосся після миття
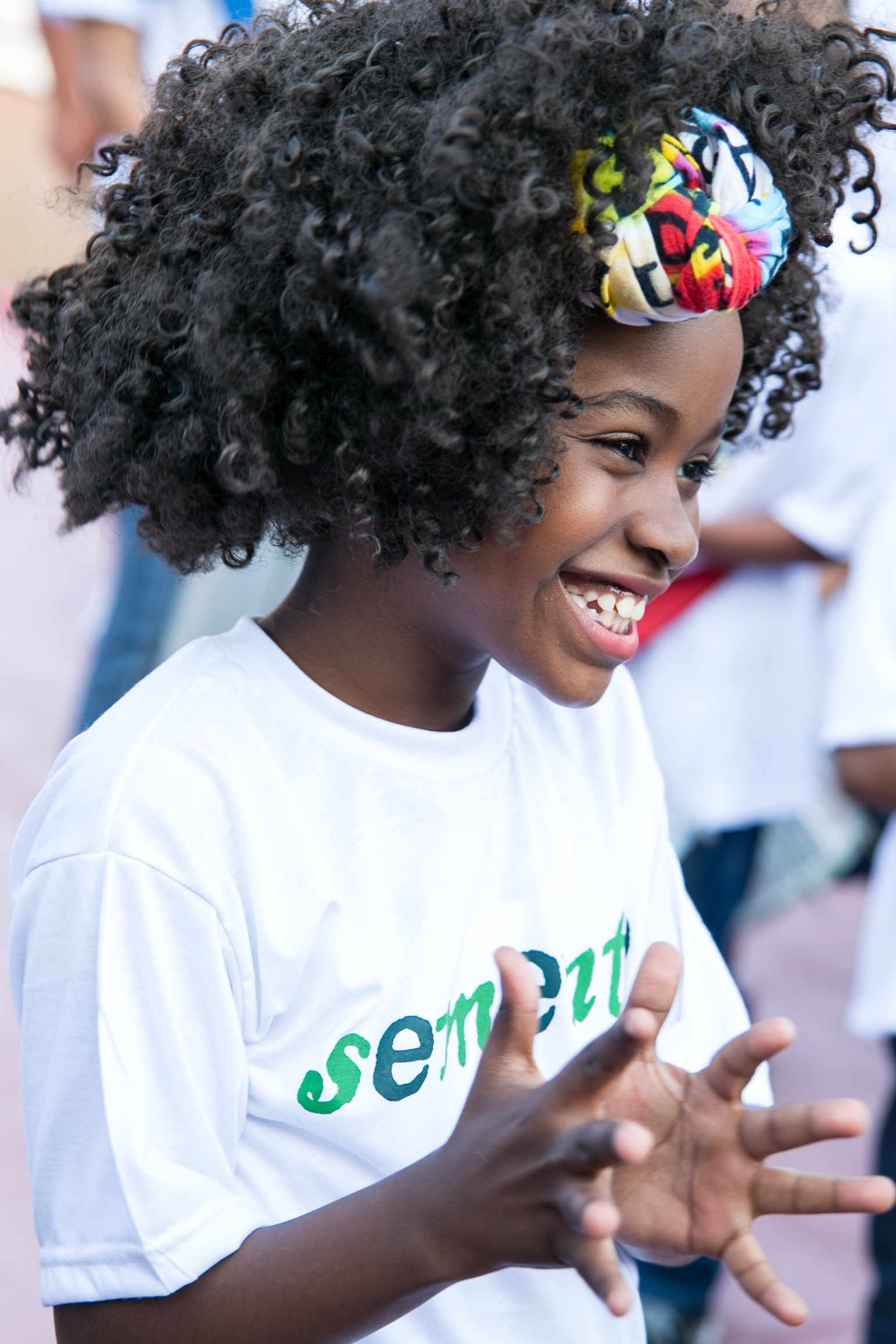
Афроамериканське волосся
Чорне волосся (Індонезія)Чорне волосся (Індонезія)
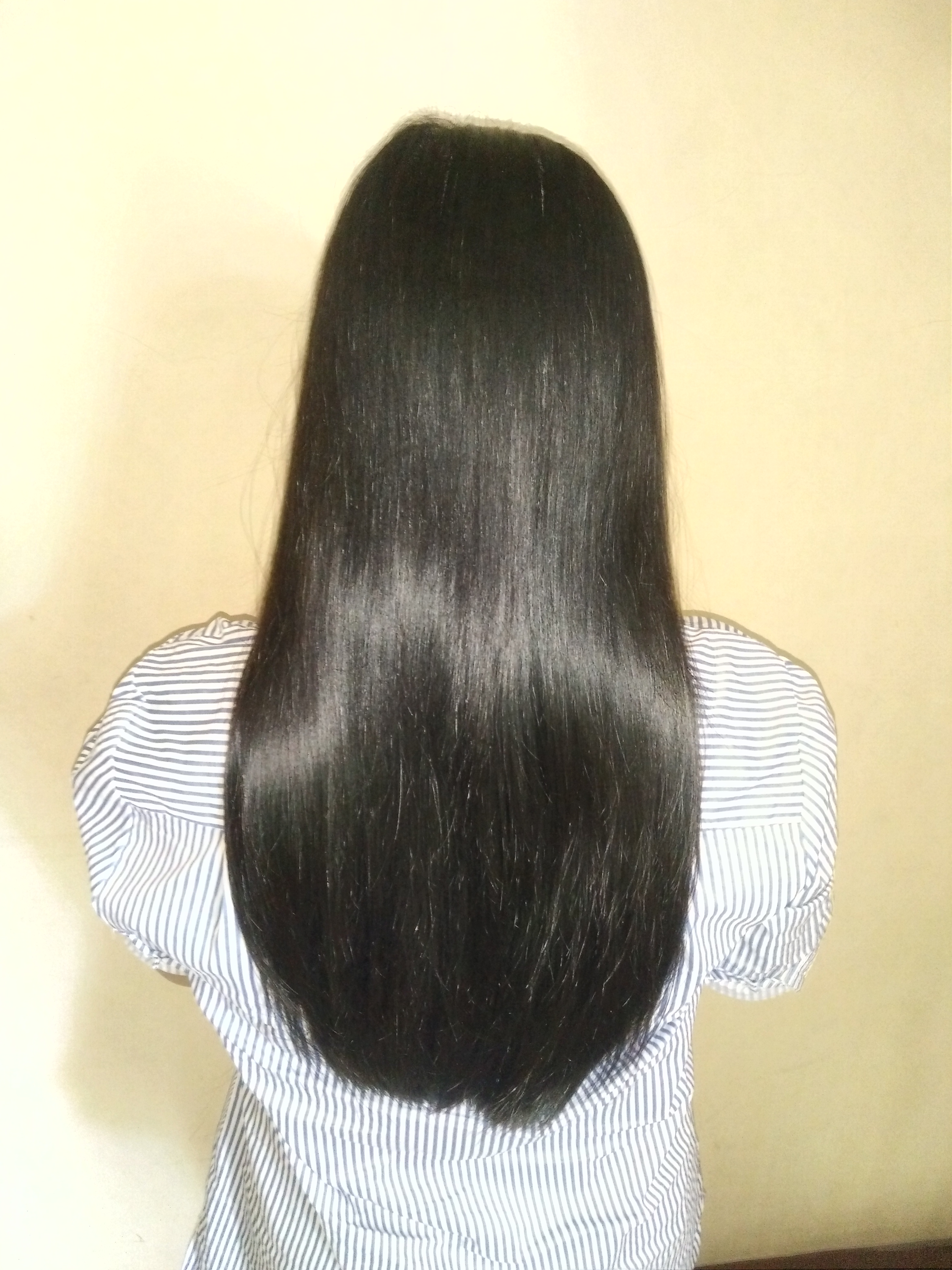

### Шатен
Шатени мають відтінки від темно-русявого до каштанового.

Каштанове волоосяКаштанове волоося
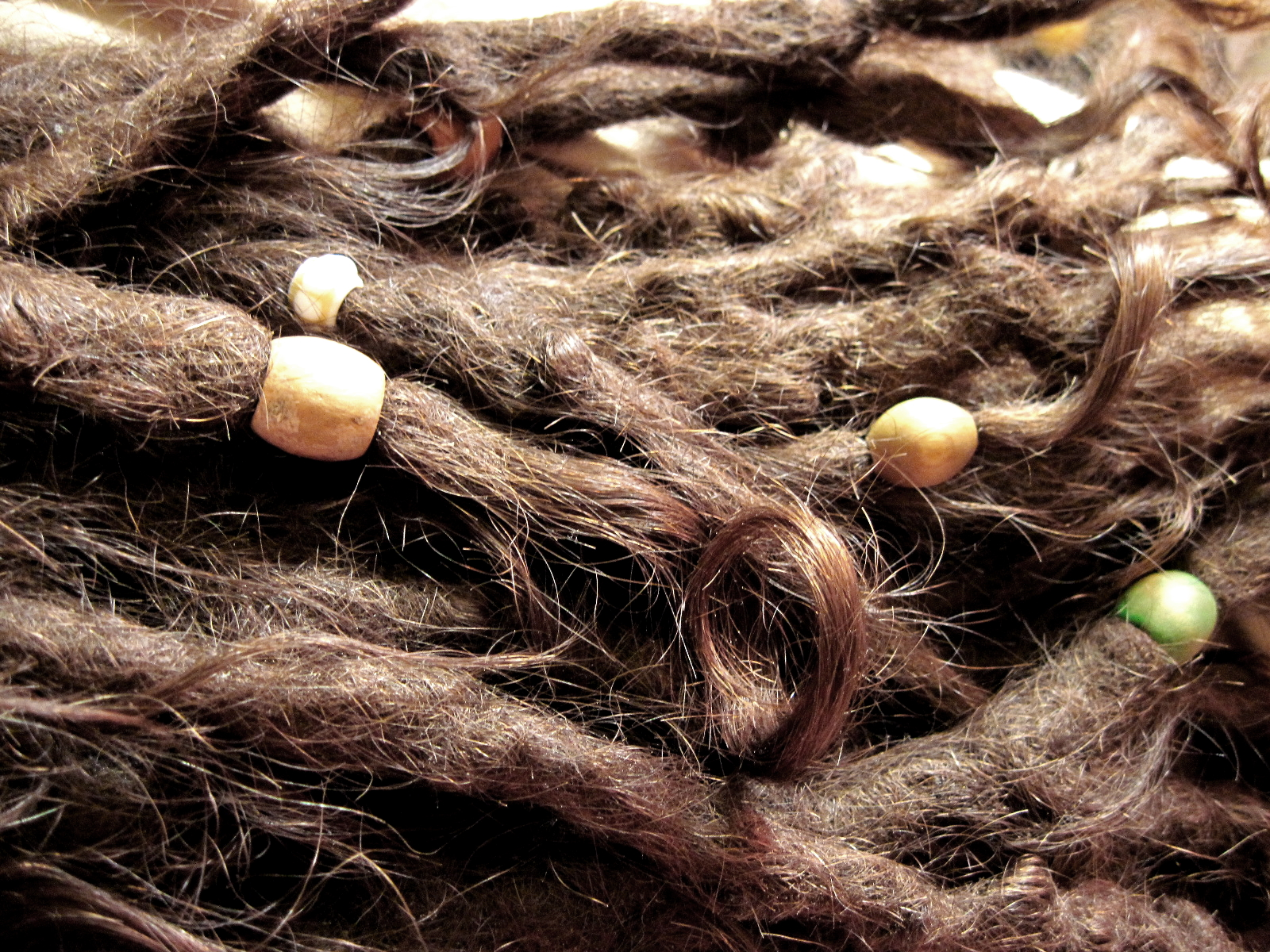
Дредлоки

- Файл:Brown hair texture 01.jpg

### Біляве волосся
До блондинів (від фр. blondin — білявий, попелястий, світловолосий чоловік) відносять людей, волосся яких має жовтий, білий або їхні відтінки. Сюди ж відносять світло-коричневий (з домінантним світлим) відтінок, званий русявим. Блондини зустрічаються найбільш часто серед жителів північної, західної, центральної та східної Європи.

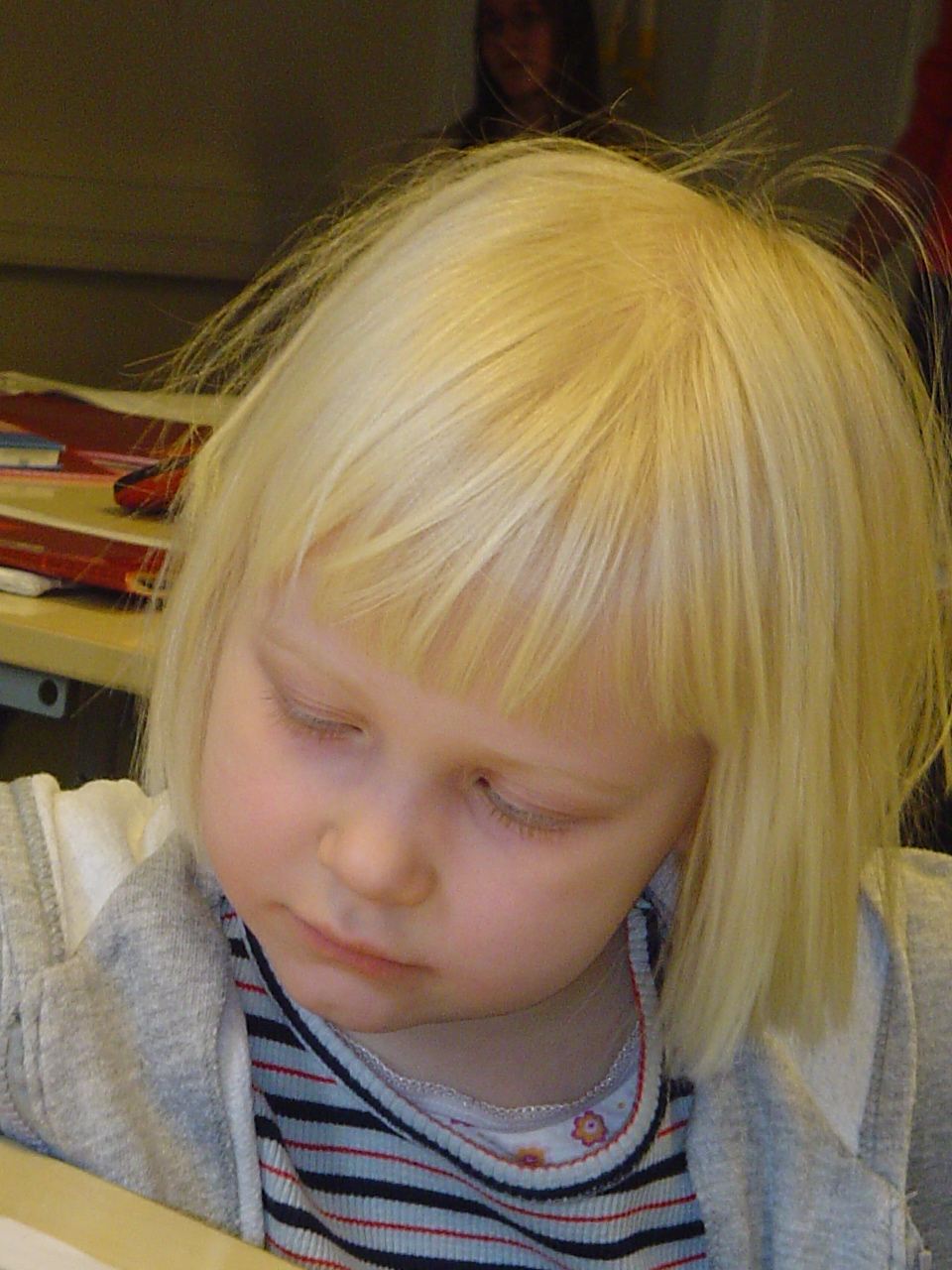
Фінська дівчинка
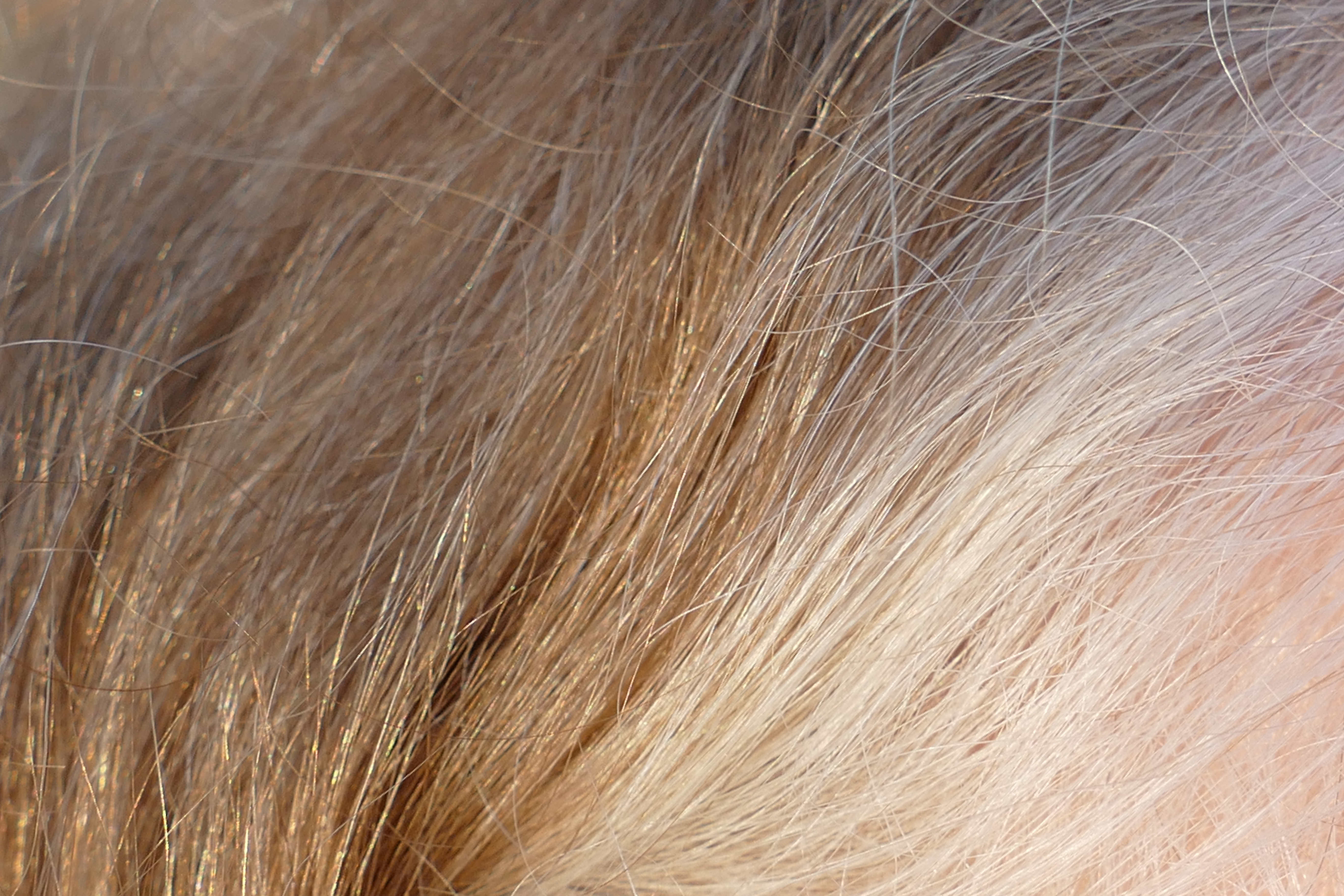
Біляве волосся сивіє
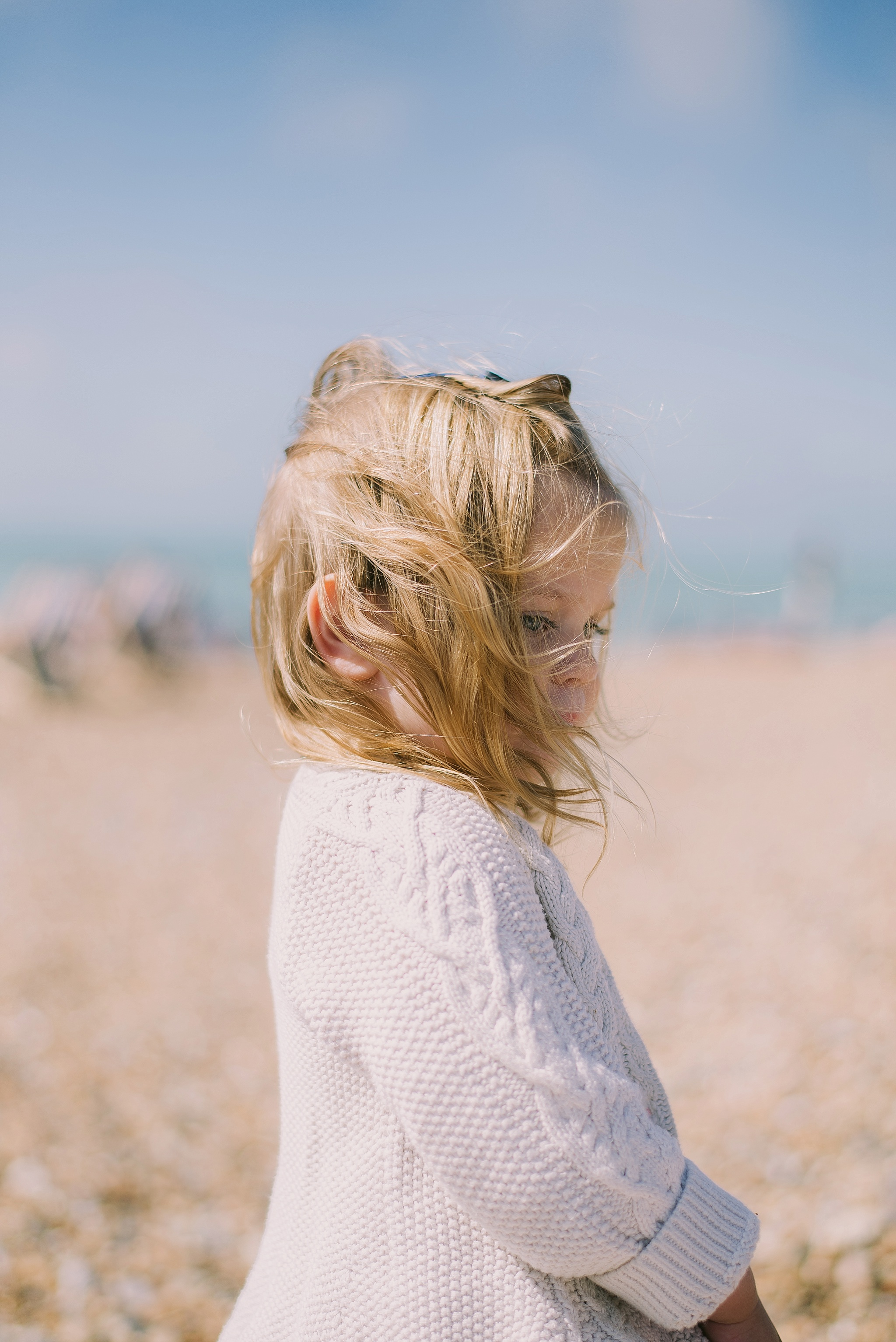
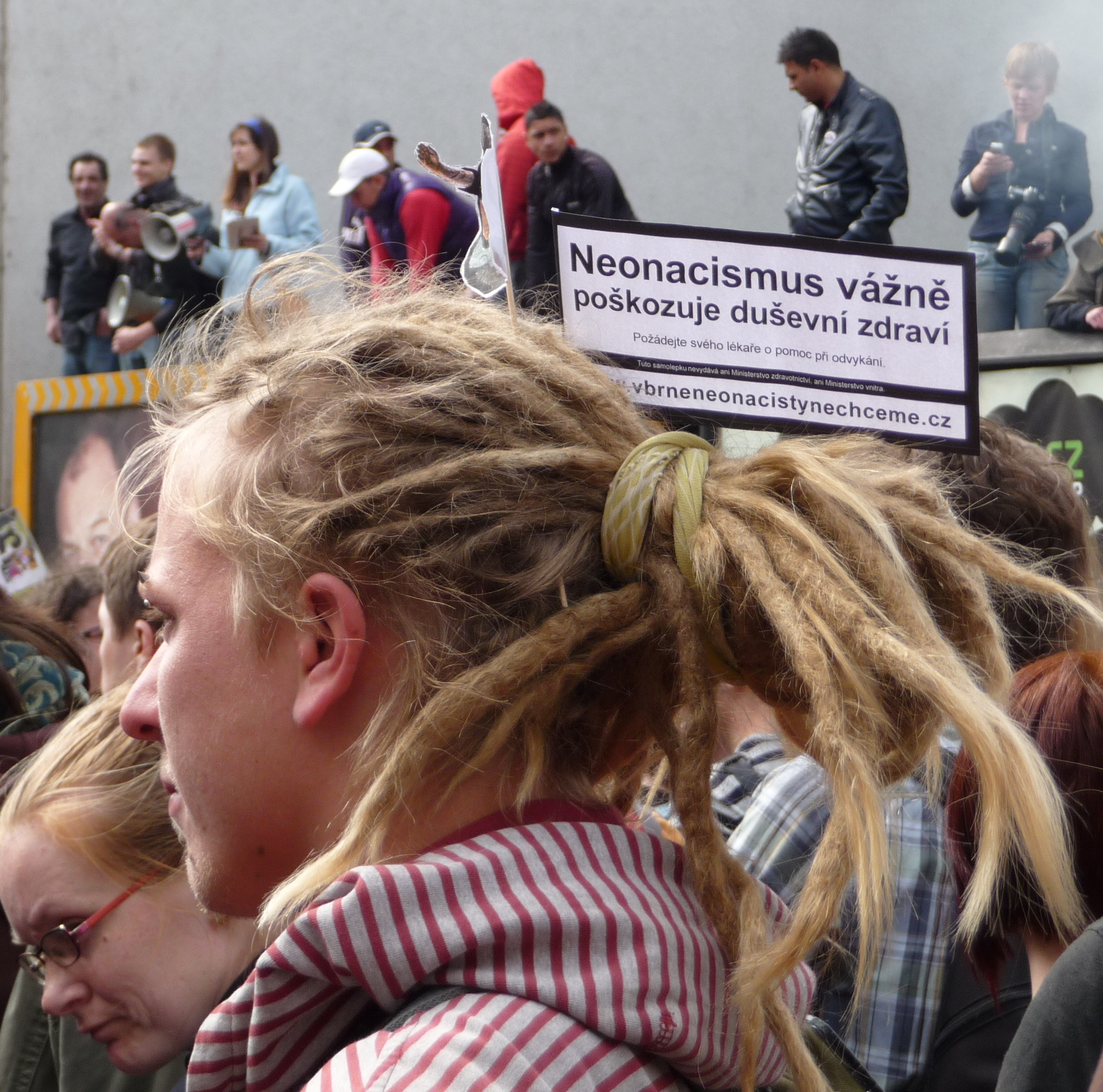
Біляві дредлоки
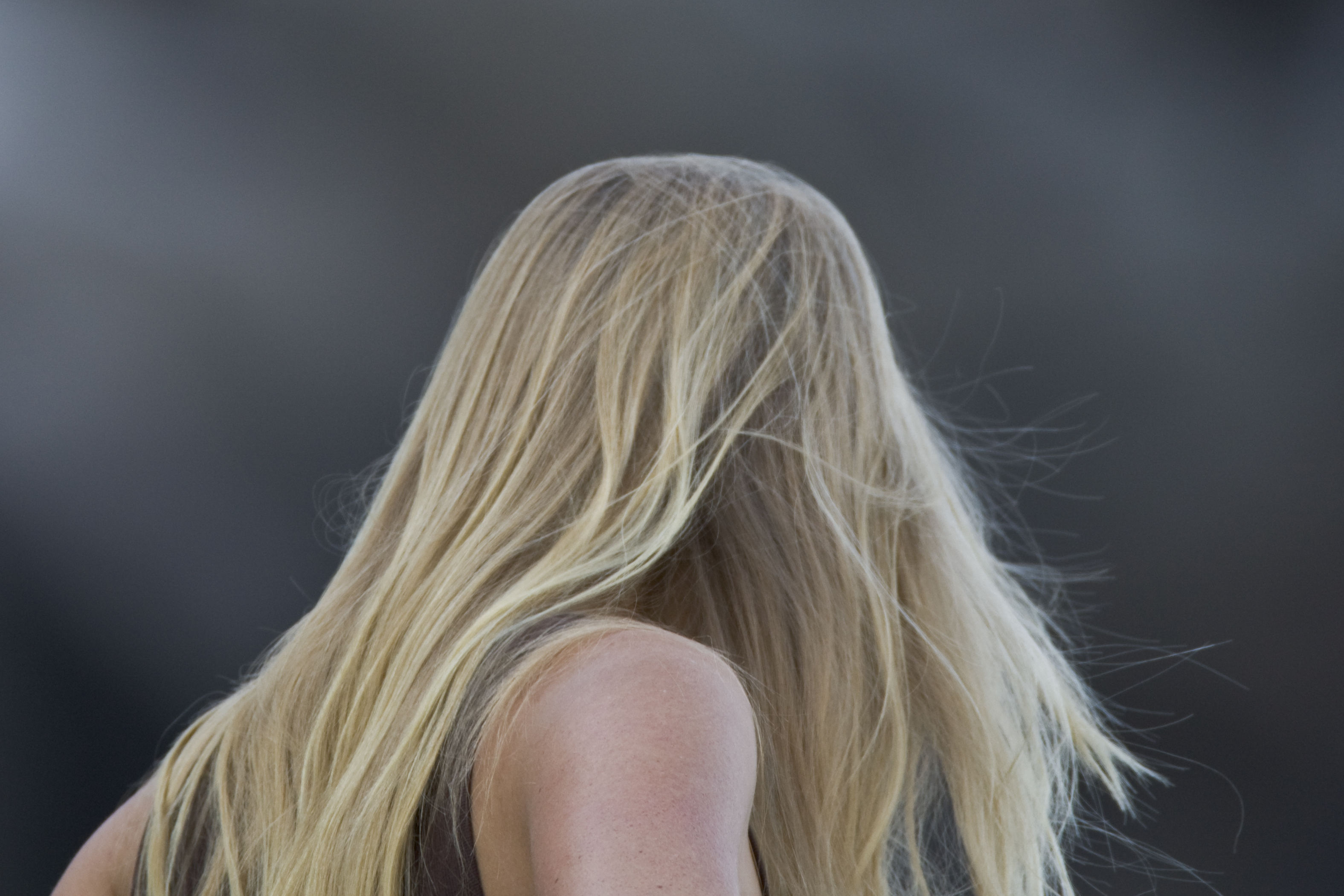
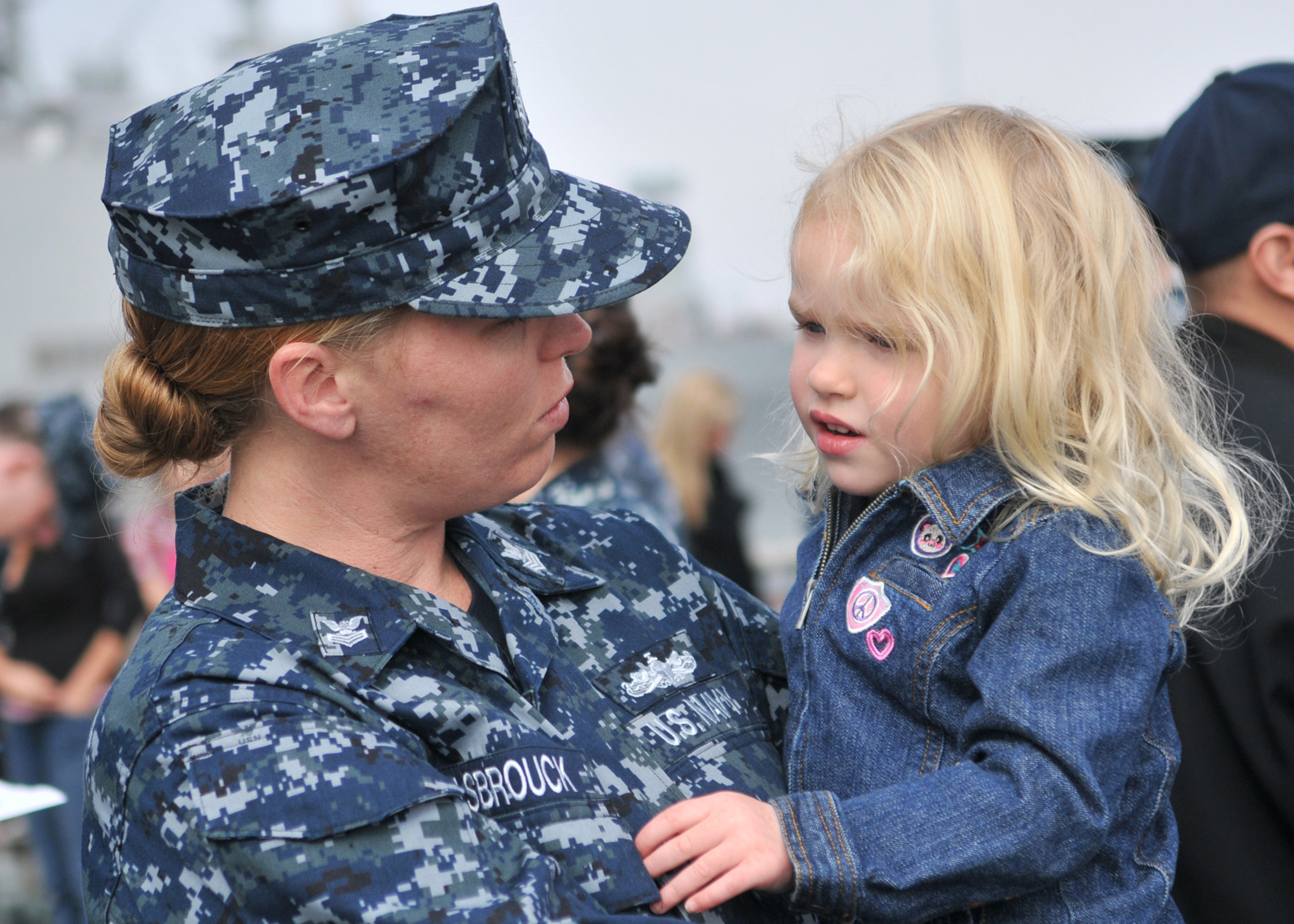
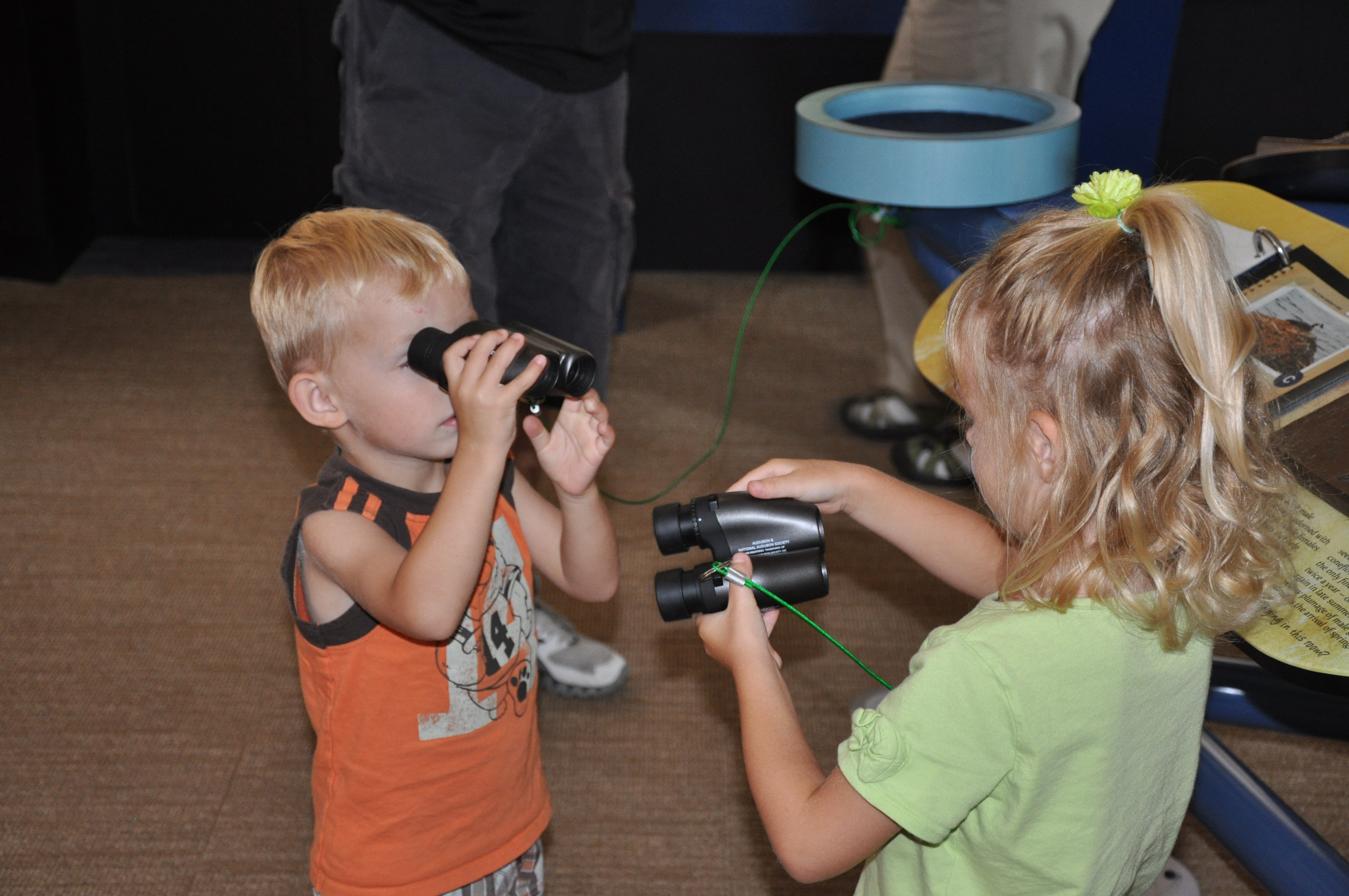
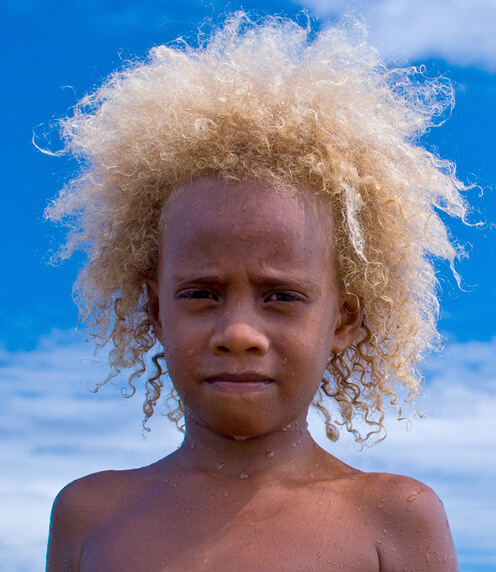
Дівчинка з Ні-вануату
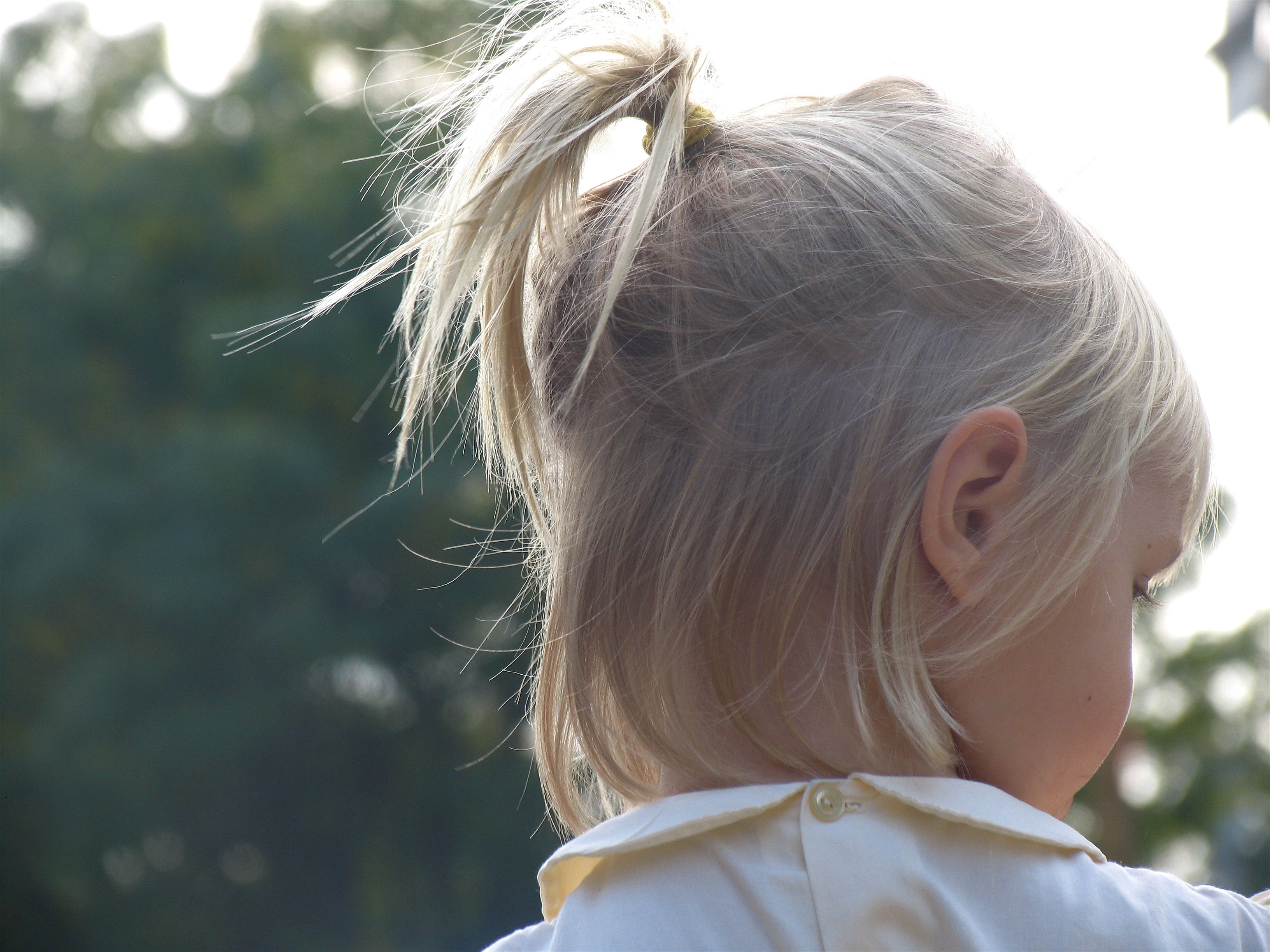
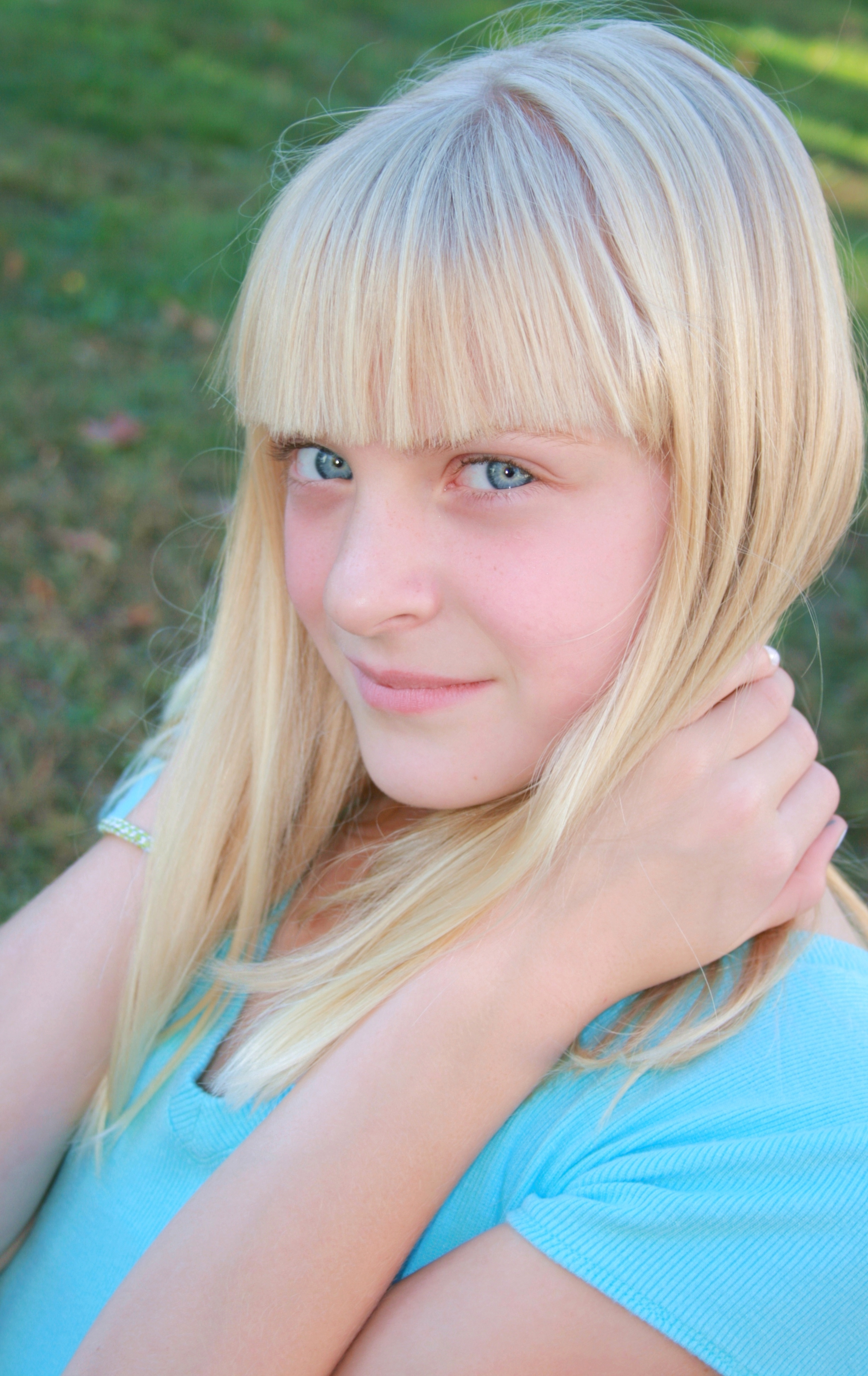
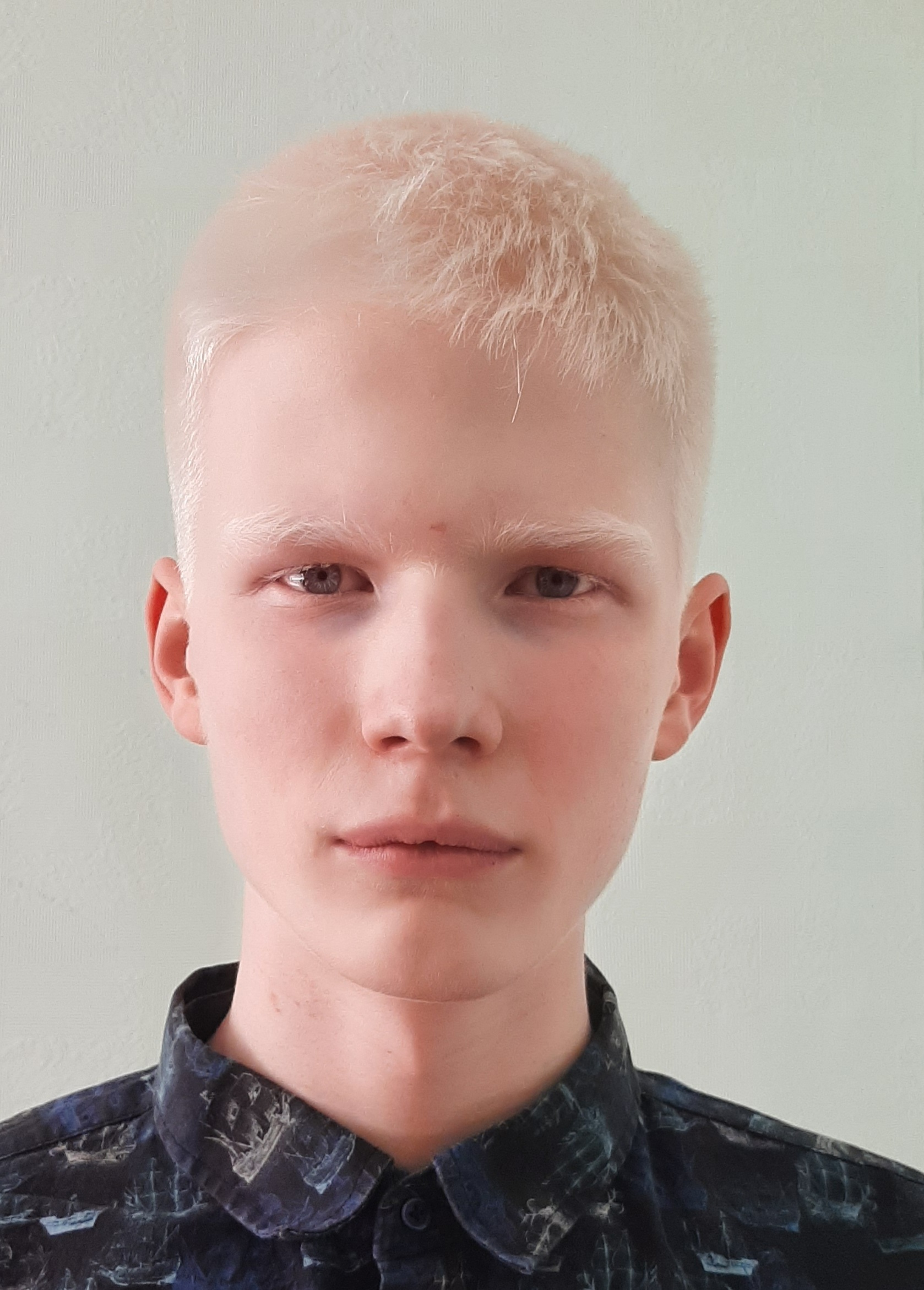
Людина з альбінізмом

#### Русяве волосся
Світло-коричневий відтінок (належить до категорії «блондини»). У південнослов'янських мовах русявий є синонімом блондина. У східнослов'янських позначає дещо більш темне забарвлення, що включає діапазон відтінків, яке лежить на перетині блондина і шатена.
Зустрічається в Європі (Польща, Білорусь, Україна, Росія, Німеччина).

Підрозділяється на: світло-русявий (темний блондин), середньо-русявий (дуже темний блондин) і темно-русявий (світлий шатен).

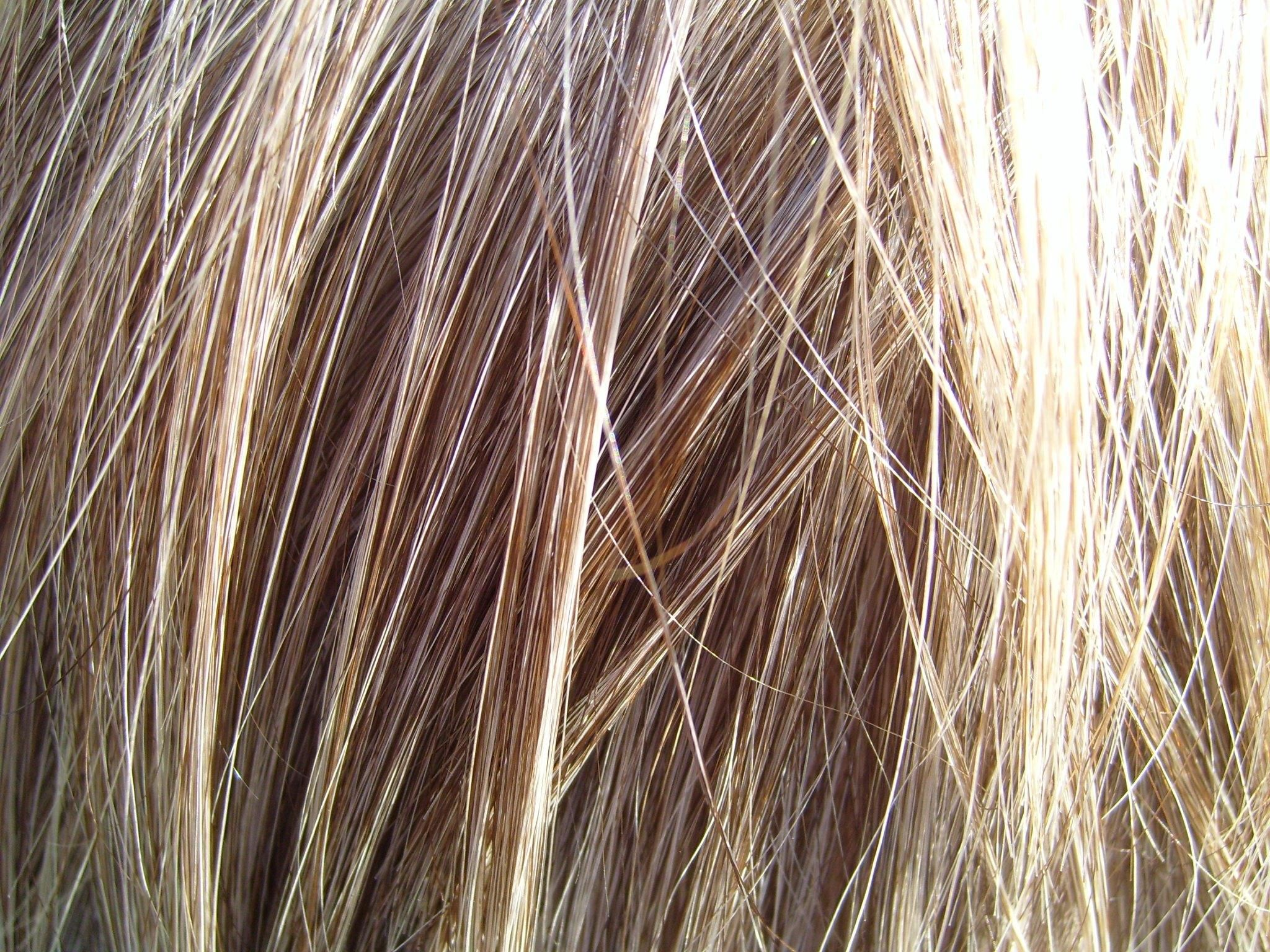
Біляве волосся
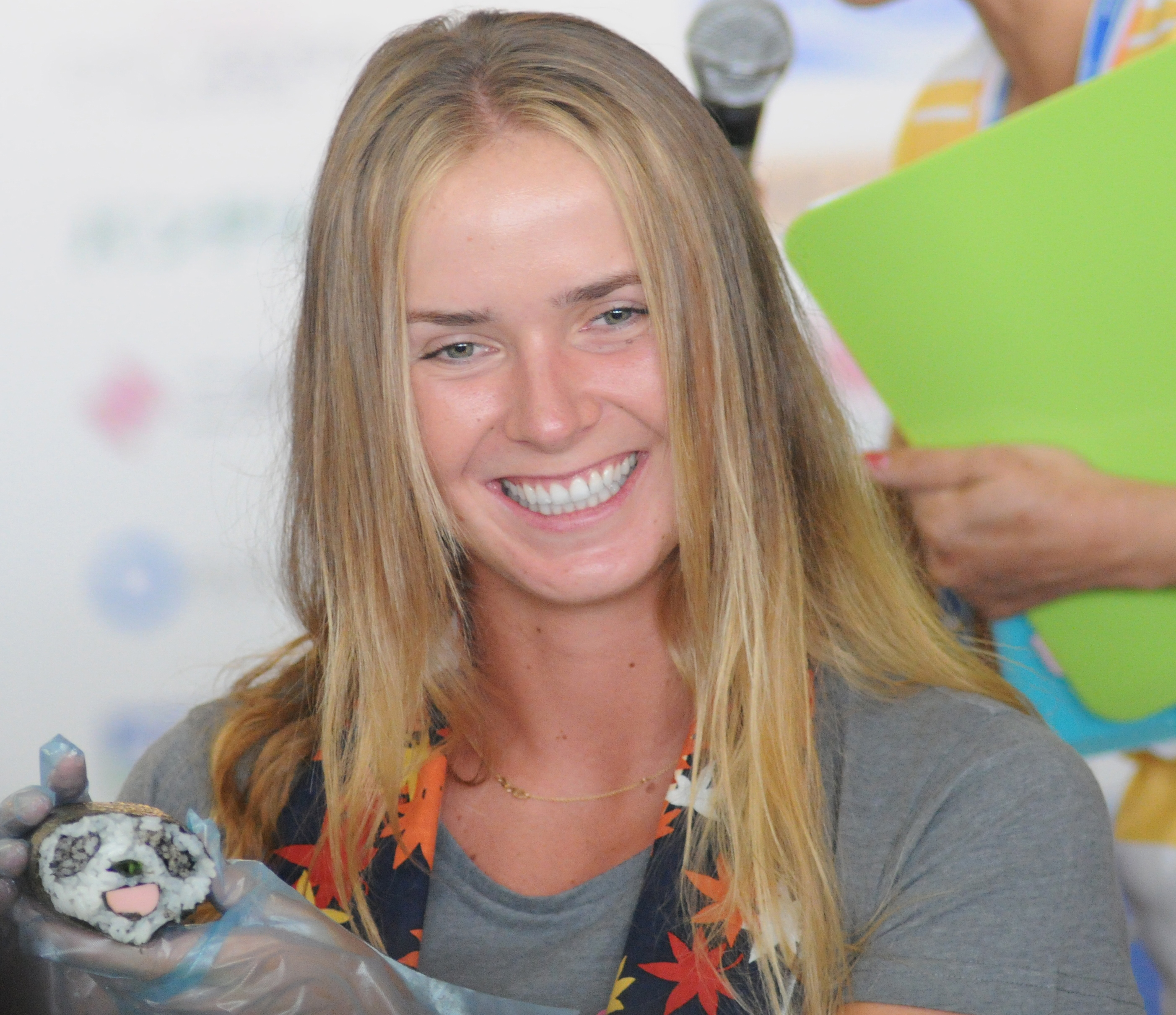
Русявка
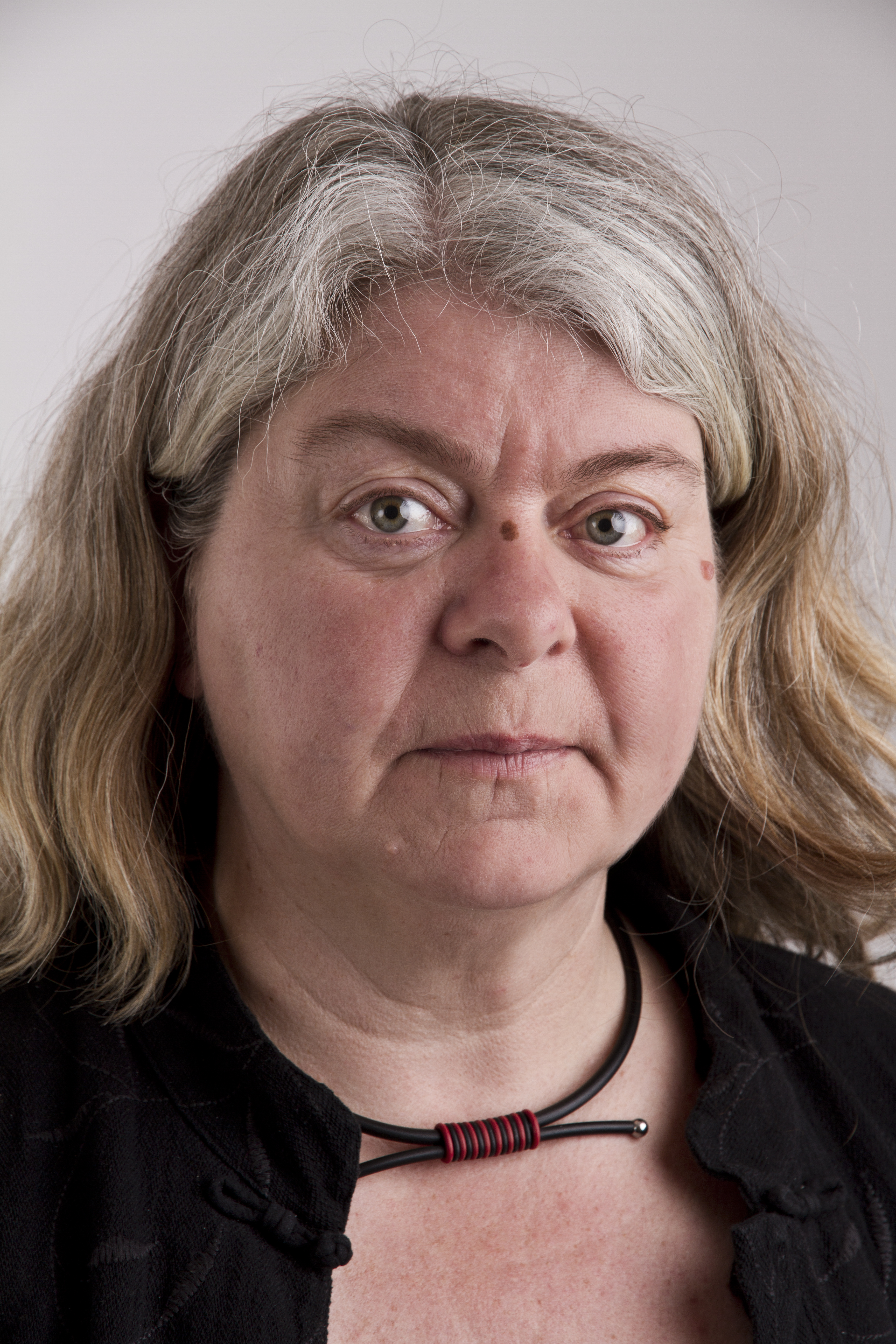
Русяве волосся із сивиною

### Руде волосся
Переважання гранул феомеланіну надає волоссю руде забарвлення (найбільш однорідне і «чисте», завдяки мінімуму змішування пігментів).
Руде забарвлення зустрічається досить рідко, що робить можливими такі заходи, як «всесвітня зустріч рудоволосих». У 2009 році така зустріч проводилася в нідерландському місті Бреда. Очікувалося близько 4000 людей з 36 країн.
Руде забарвлення волосся також нерідко ставало причиною забобонів. У кельтській міфології відьми найчастіше зображувалися саме з рудим волоссям, завдяки чому в європейській культурі руде волосся у жінок довгий час міцно асоціювався з відьмами. Яскраво-руде волосся у жінок досі асоціюється з екстравагантним характером або з чимось таємничим чи містичним.
- Досить цинічне відображення і висміювання забобонів, пов'язаних з рудим волоссям, являє собою епізод сатиричного мультсеріалу «South Park» «Руді діти». В цьому ж епізоді розповідається, що ген, відповідальний за руде забарвлення волосся, як правило, є рецесивним, тобто руде волосся дітей може виявлятися незалежно від забарвлення волосся їхніх батьків, за умови, що батьки в генотипі мають ген рудого волосся. Епізод спровокував появу в соцмережах випадків організованих побоїв підлітками рудоволосих однокласників, розслідуванням чого займалася поліція.
- Інше відображення знайшло руде волосся в оповіданні Артура Конана Дойла «Спілка рудих» із серії «Пригоди Шерлока Холмса».

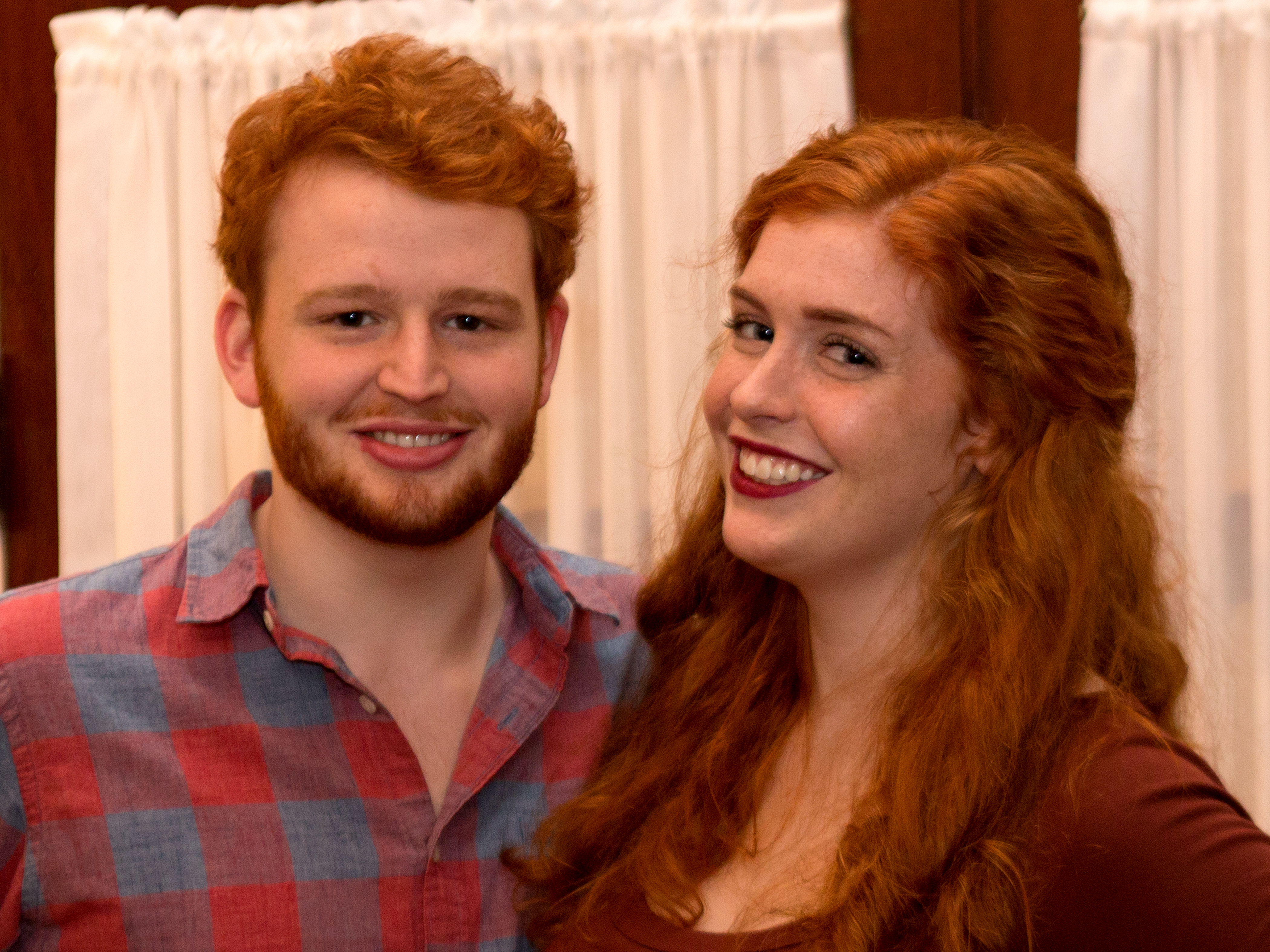
Брат та сестра-близнята
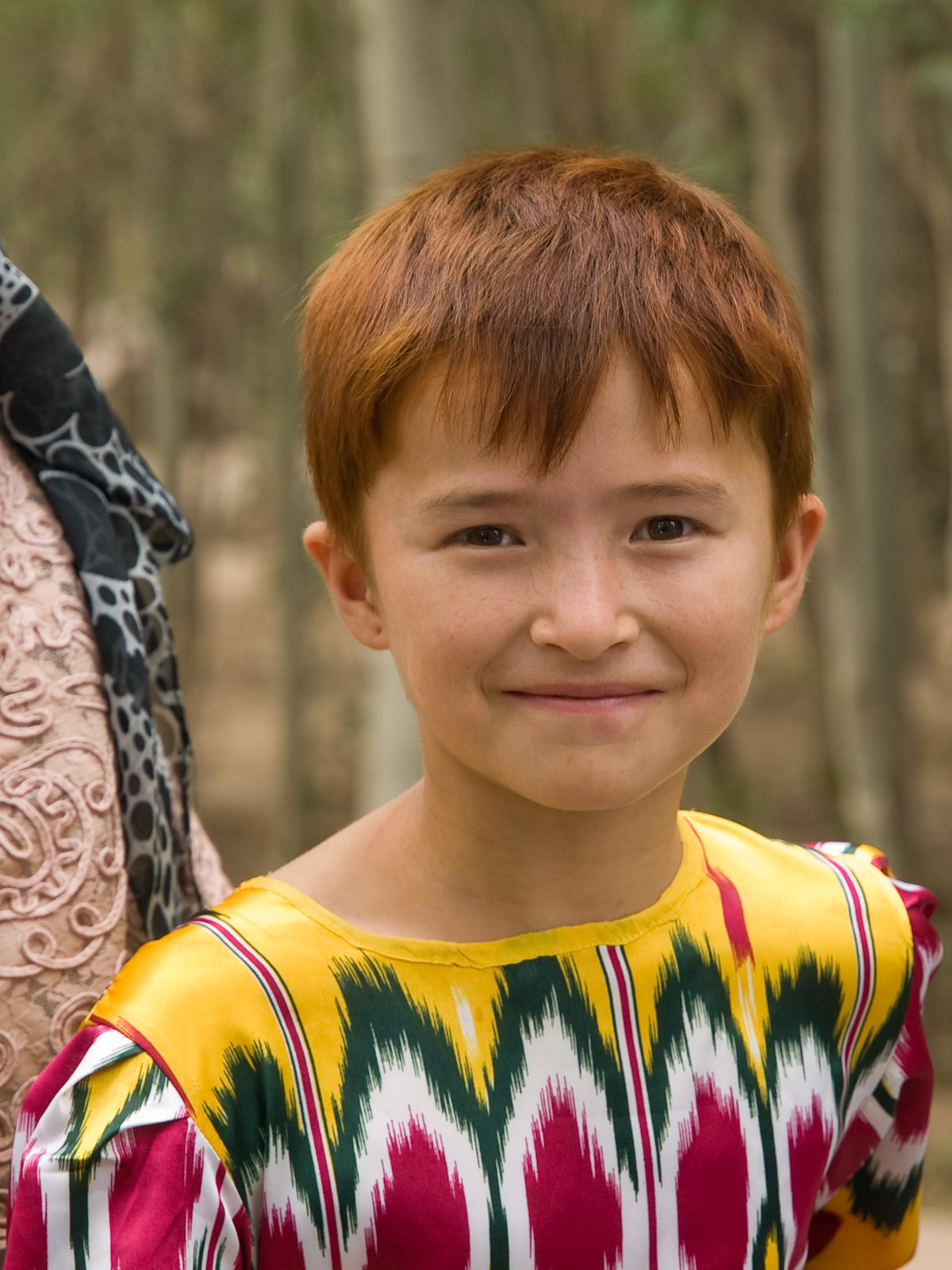
Уйгури
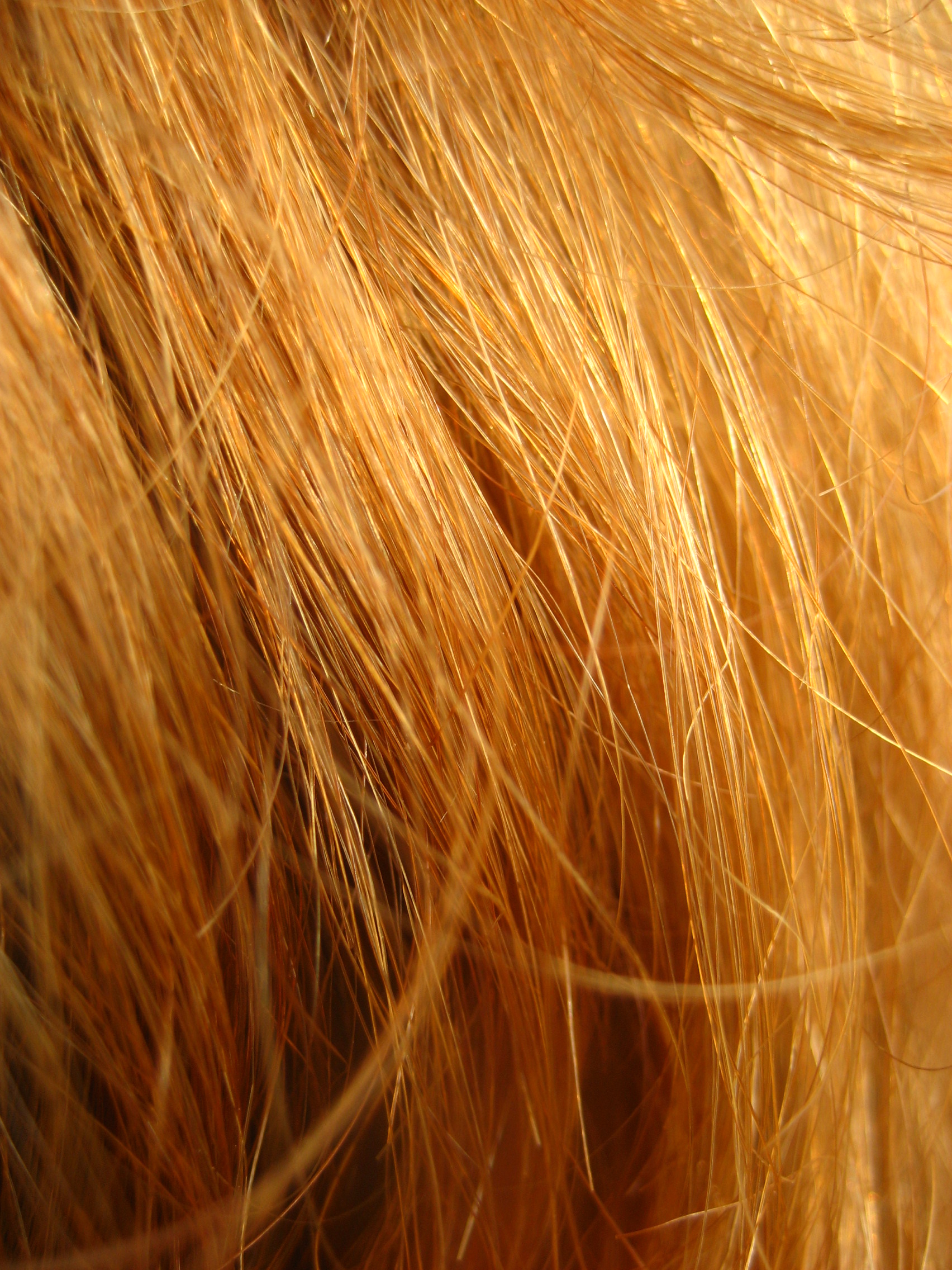
Руде волосся
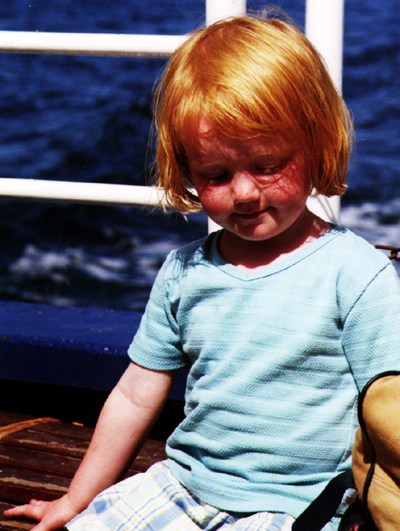
Ірландська дівчинка
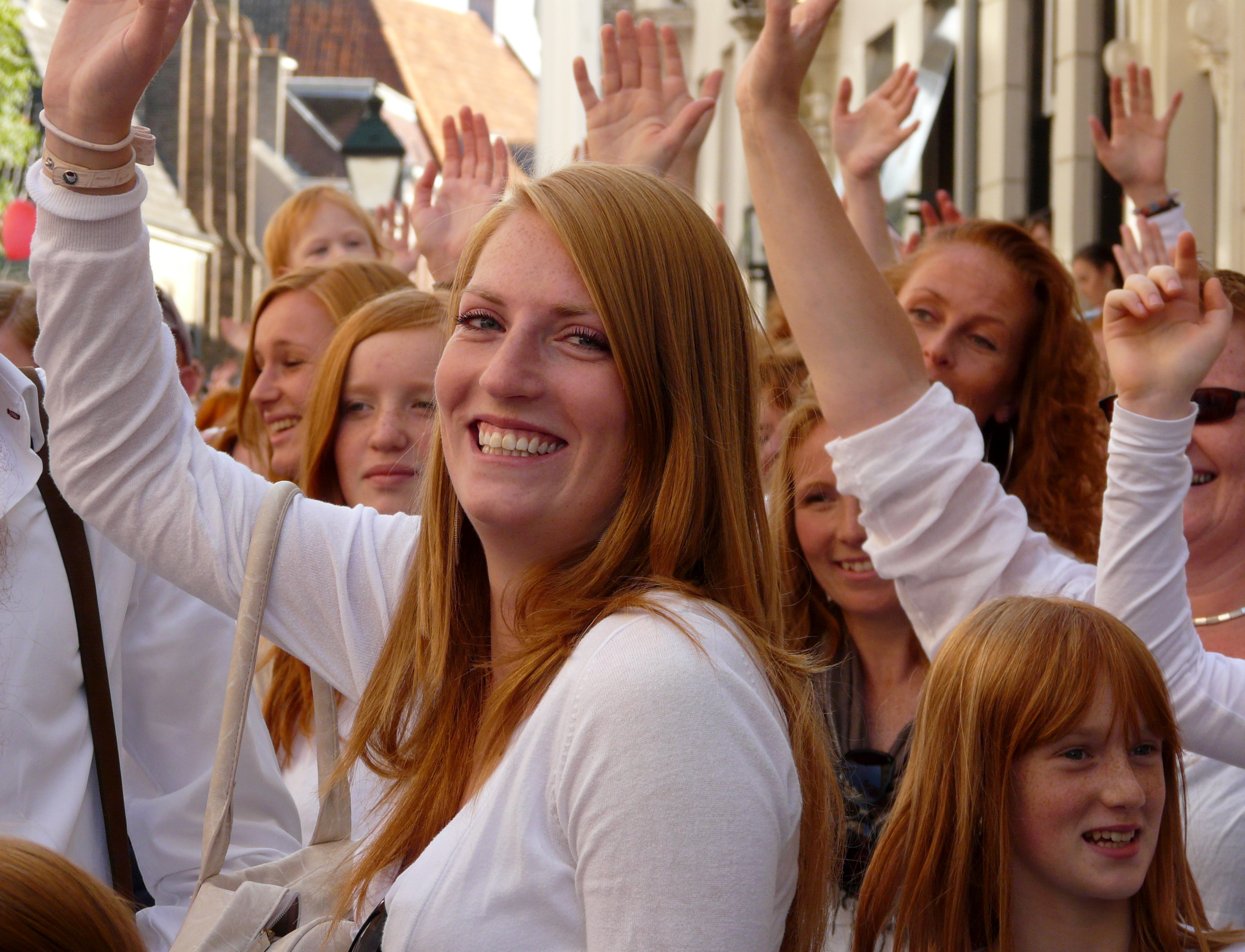
День рудих, 2010
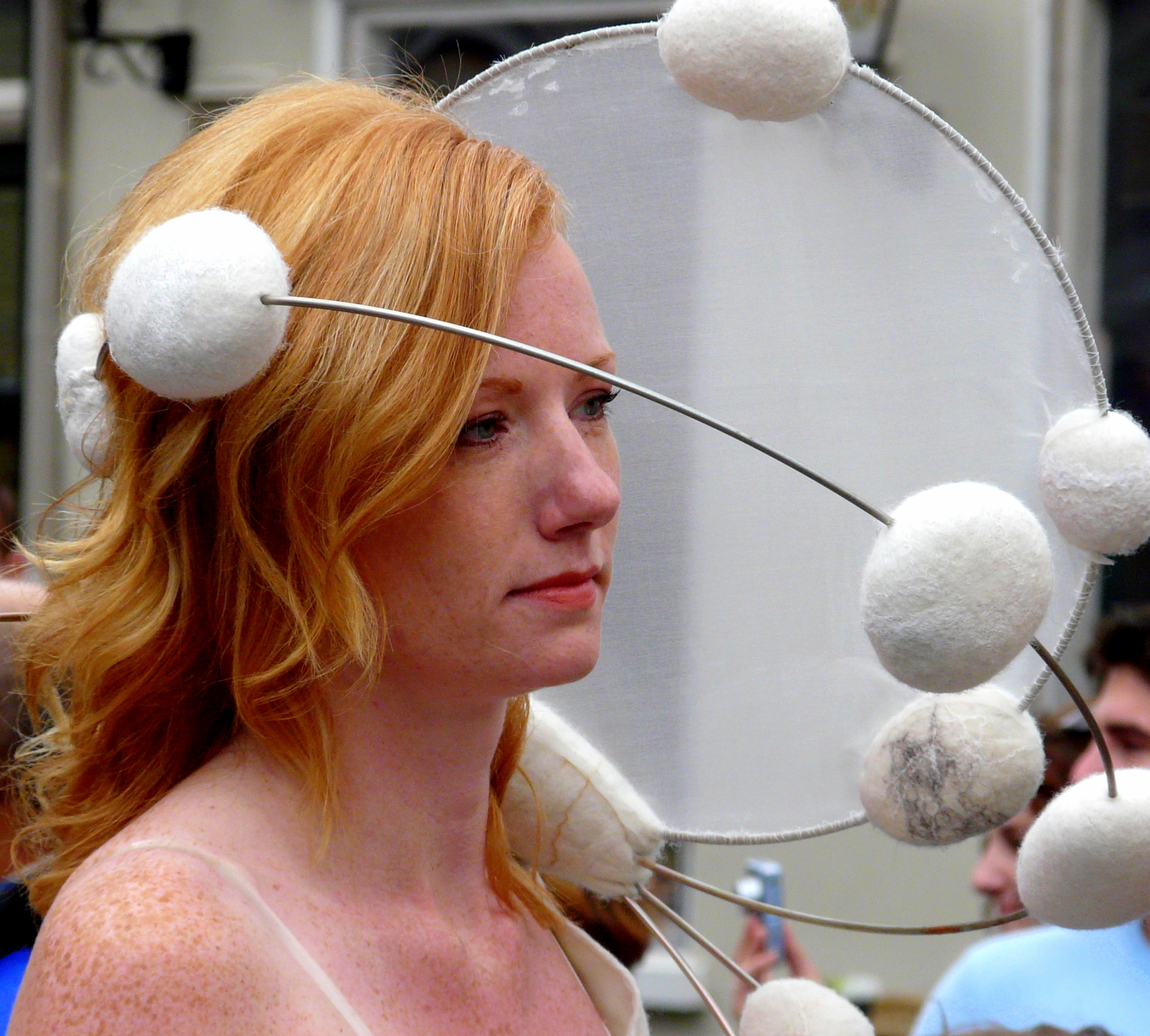
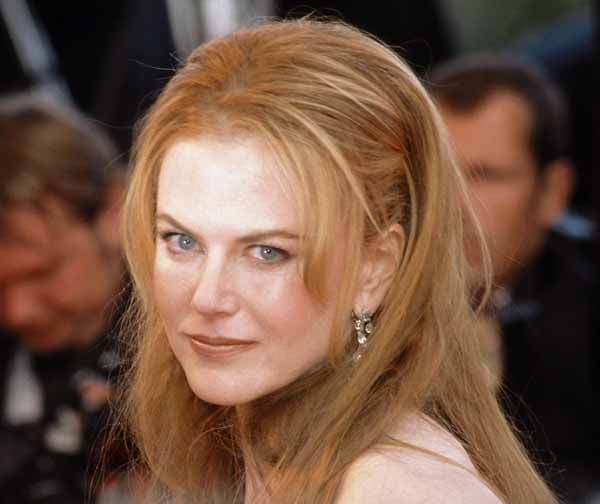
Ніколь Кідман
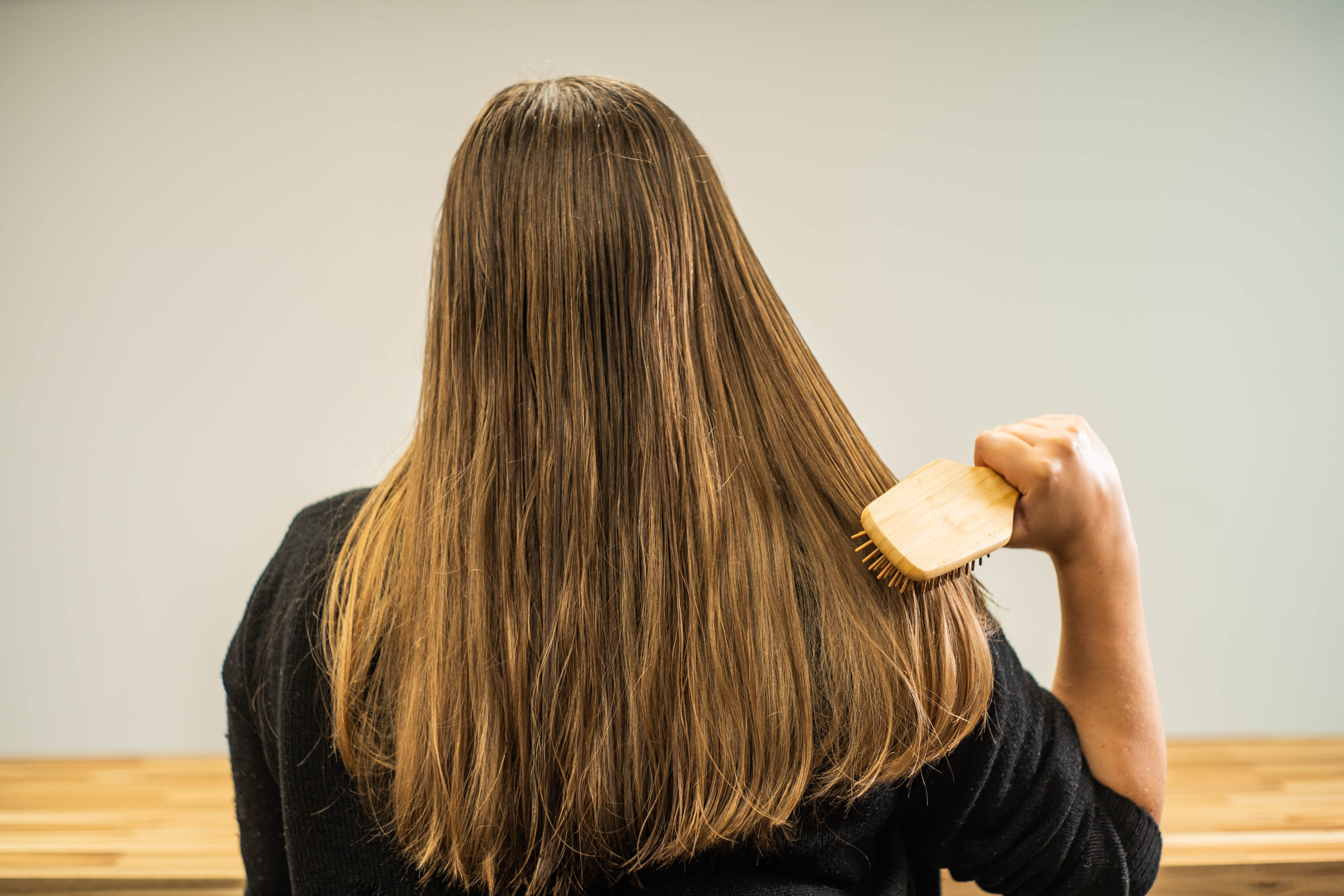
Розчісування мокрого волосся
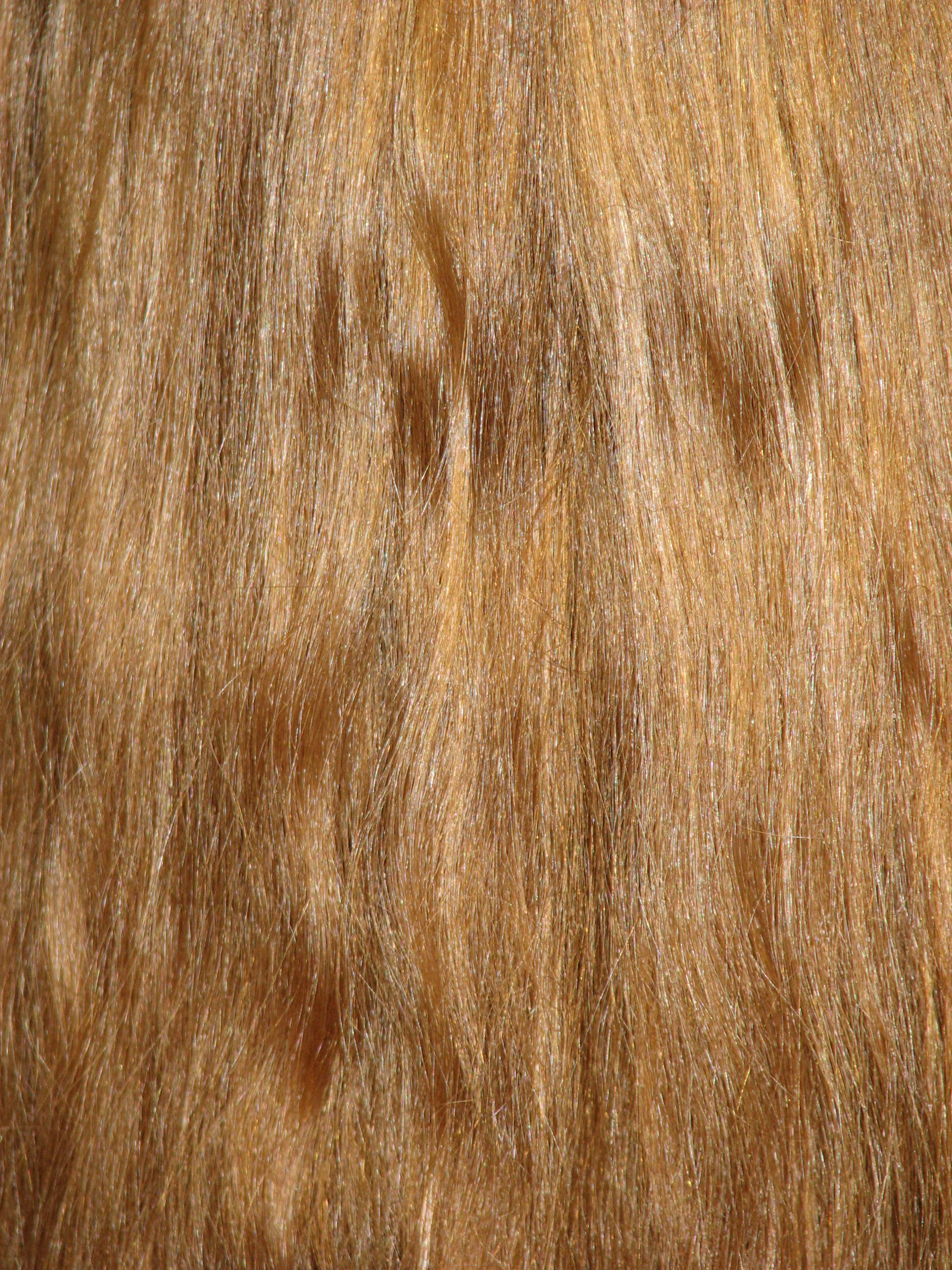
Руде волосся

### Сиве волосся
Сріблясте або біле забарвлення волосся. 
З віком або під впливом внутрішніх факторів волосся змінює свою структуру. Порушується вироблення меланіну, з'являється велика кількість повітряних бульбашок. У результаті волосся набуває сріблясто- або жовтувато-білий відтінок. 

Тепер стверджується, що не лише блондин(к)и змінюють колір волосся завдяки перекису водню: усі клітини волосся людини виробляють крихітні частинки перекису водню, і чим старішою стає людина, тим більше речовини виробляється. Таким чином волосини знебарвлюються зсередини і стають сірими, а потім повністю білим. Це відкриття зробили, вивчаючи клітинну культуру волосяних фолікулів. Було зафіксовано, що накопичення перекису водню спричинене зменшенням кількості ферменту, що сприяє розпаду перекису водню на воду і кисень. Волосяні фолікули не можуть компенсувати шкоду, заподіяну перекисом водню, через низький рівень ферментів, які зазвичай виконують цю функцію (ферменти MSR A і B).

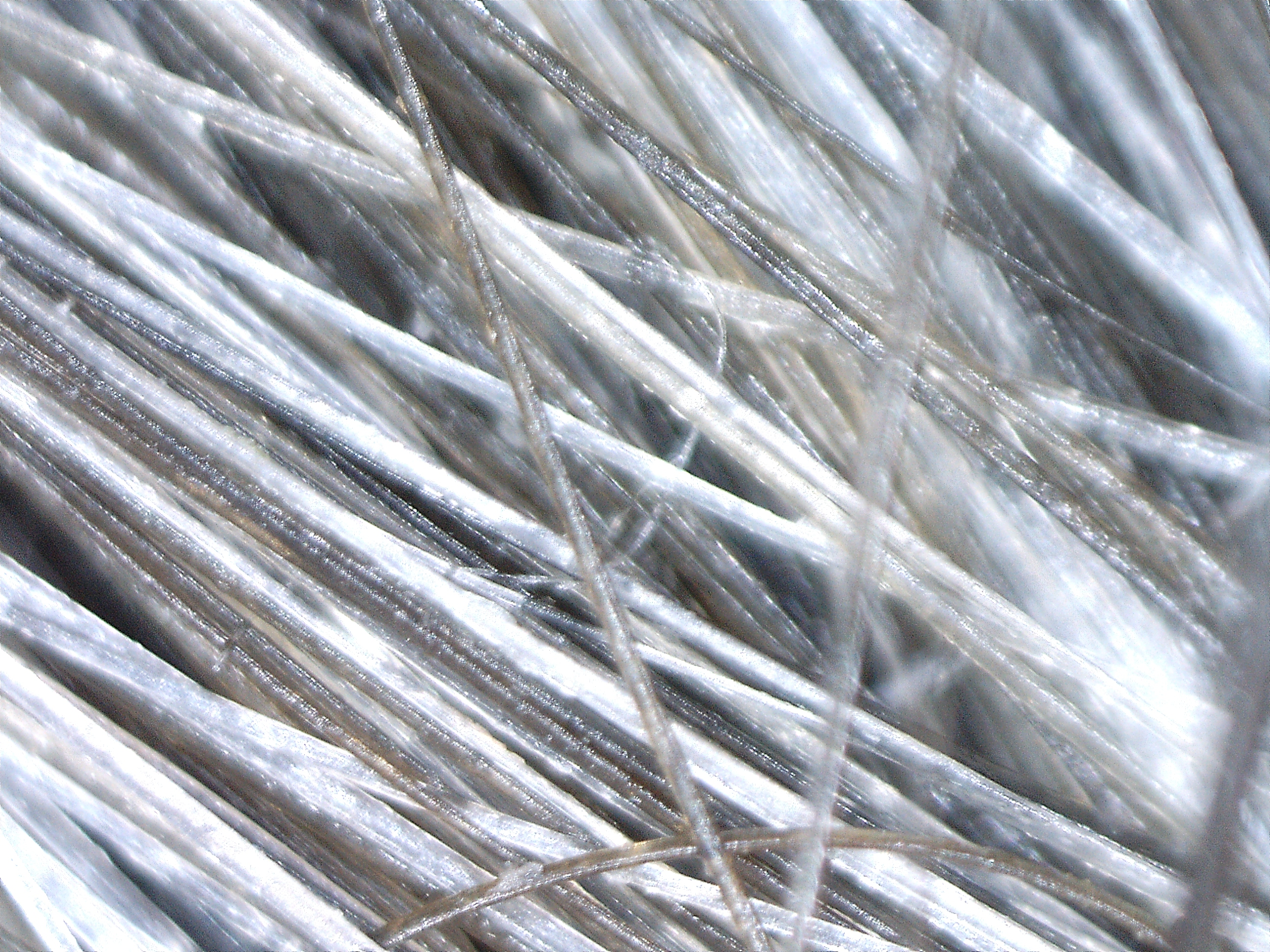
Сріблясте волосся жінки біля 50 років
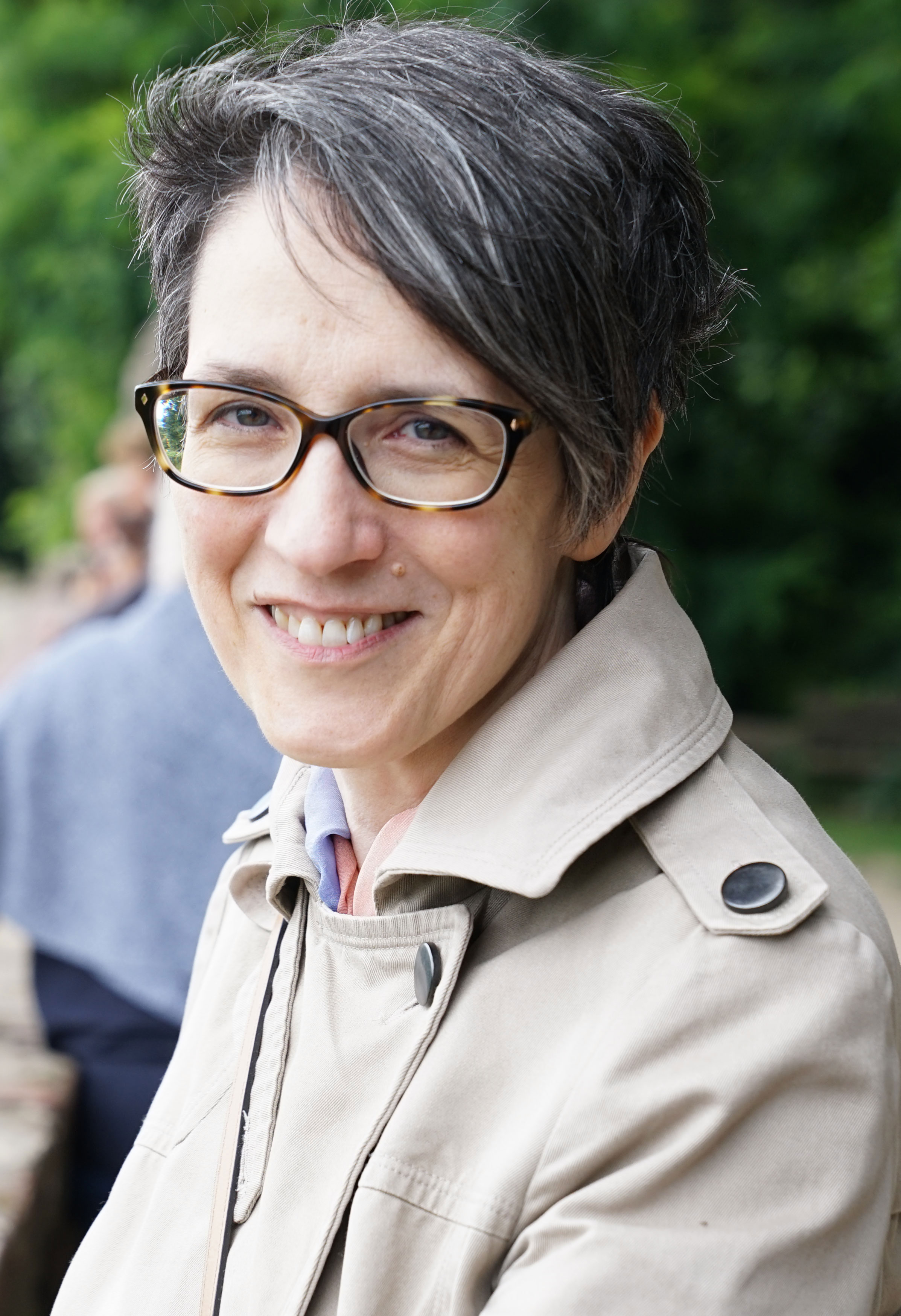
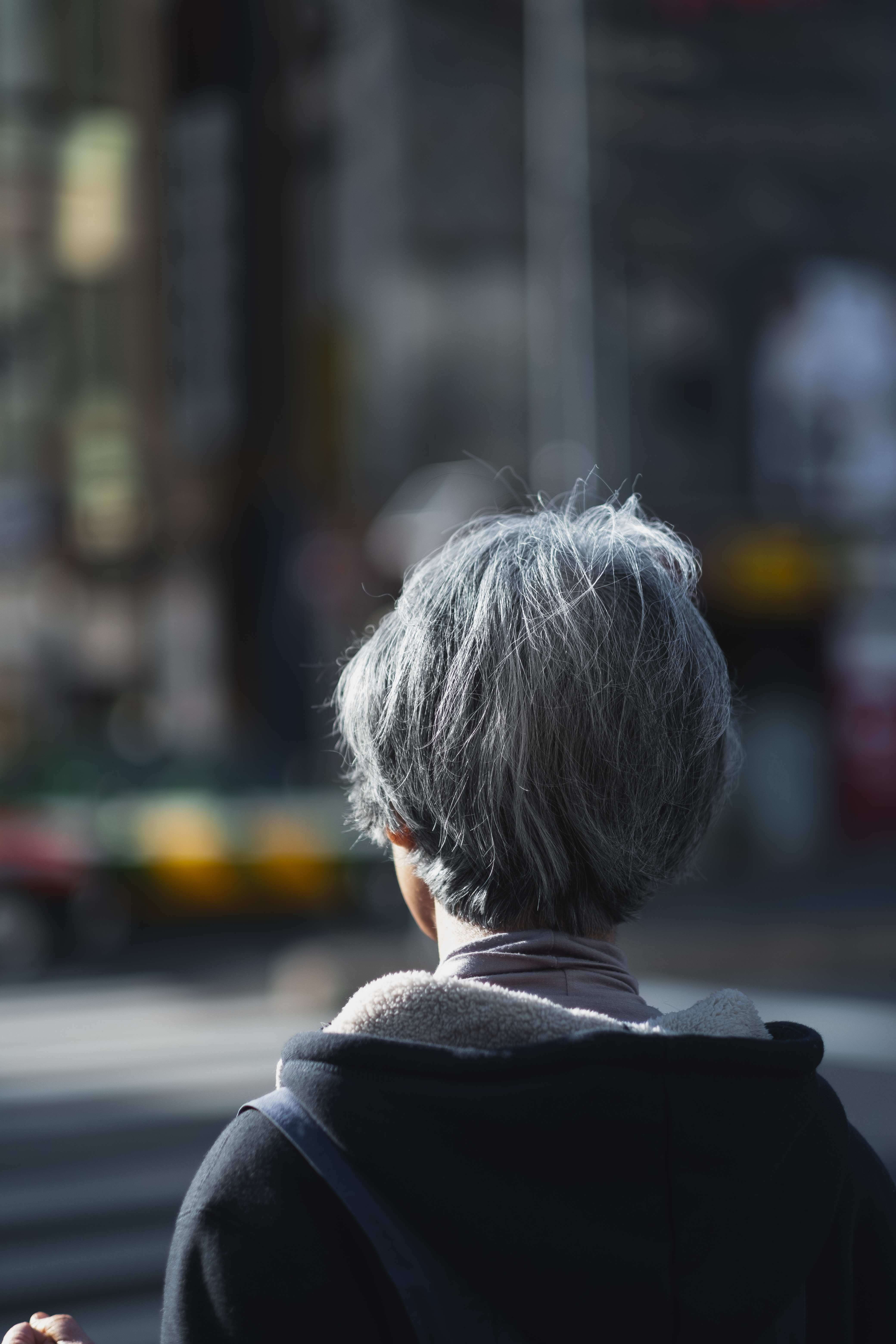
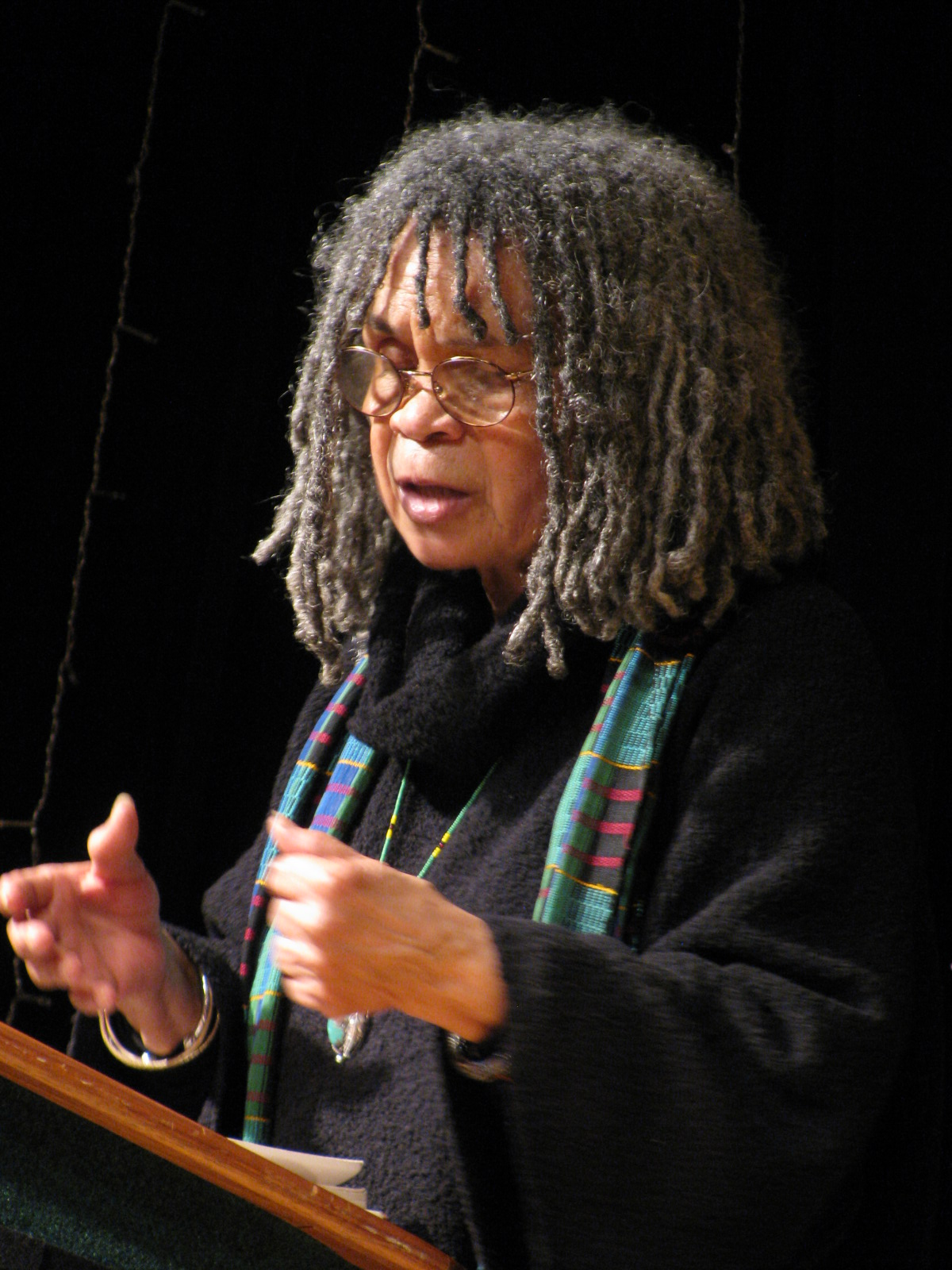
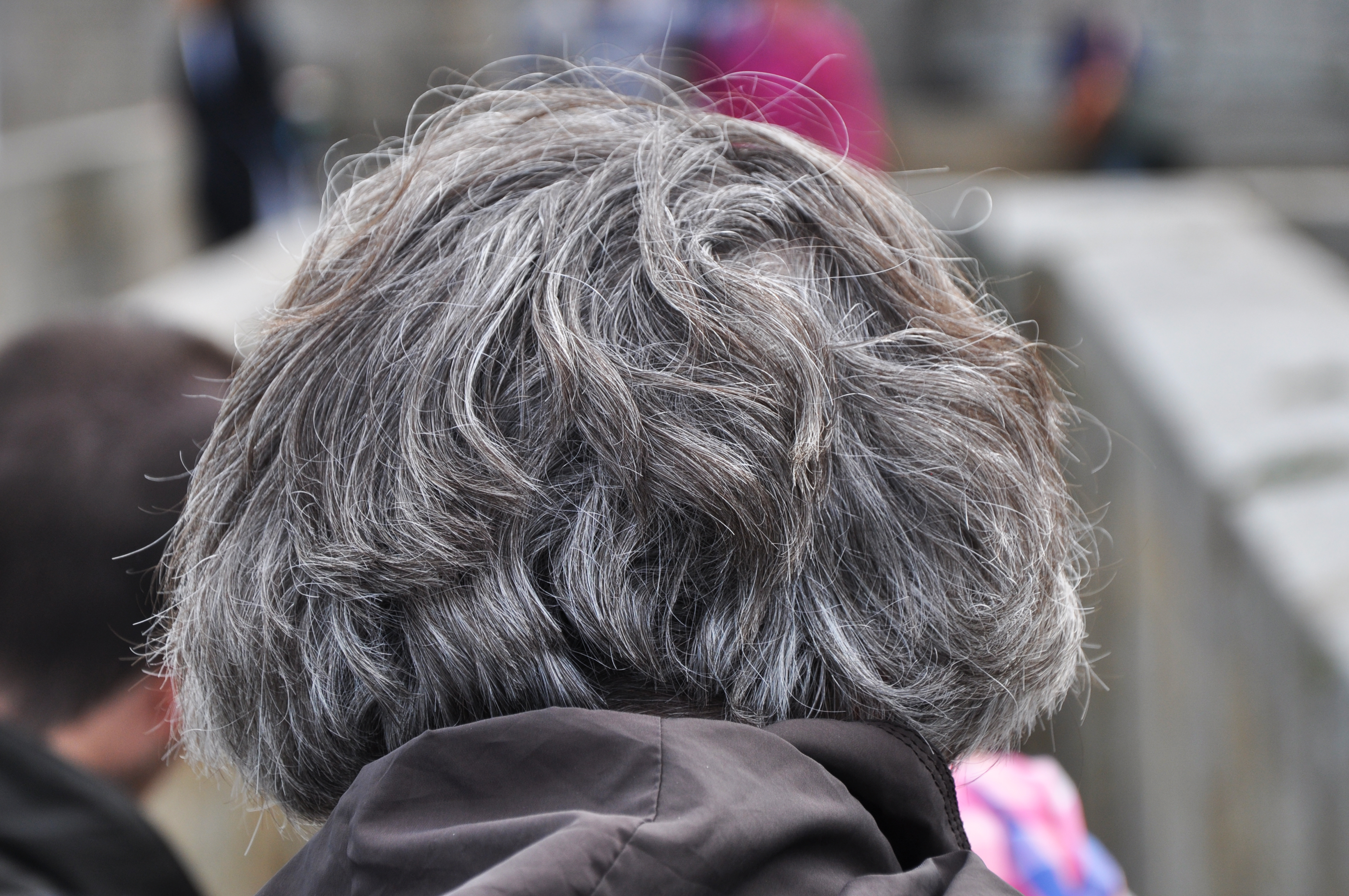
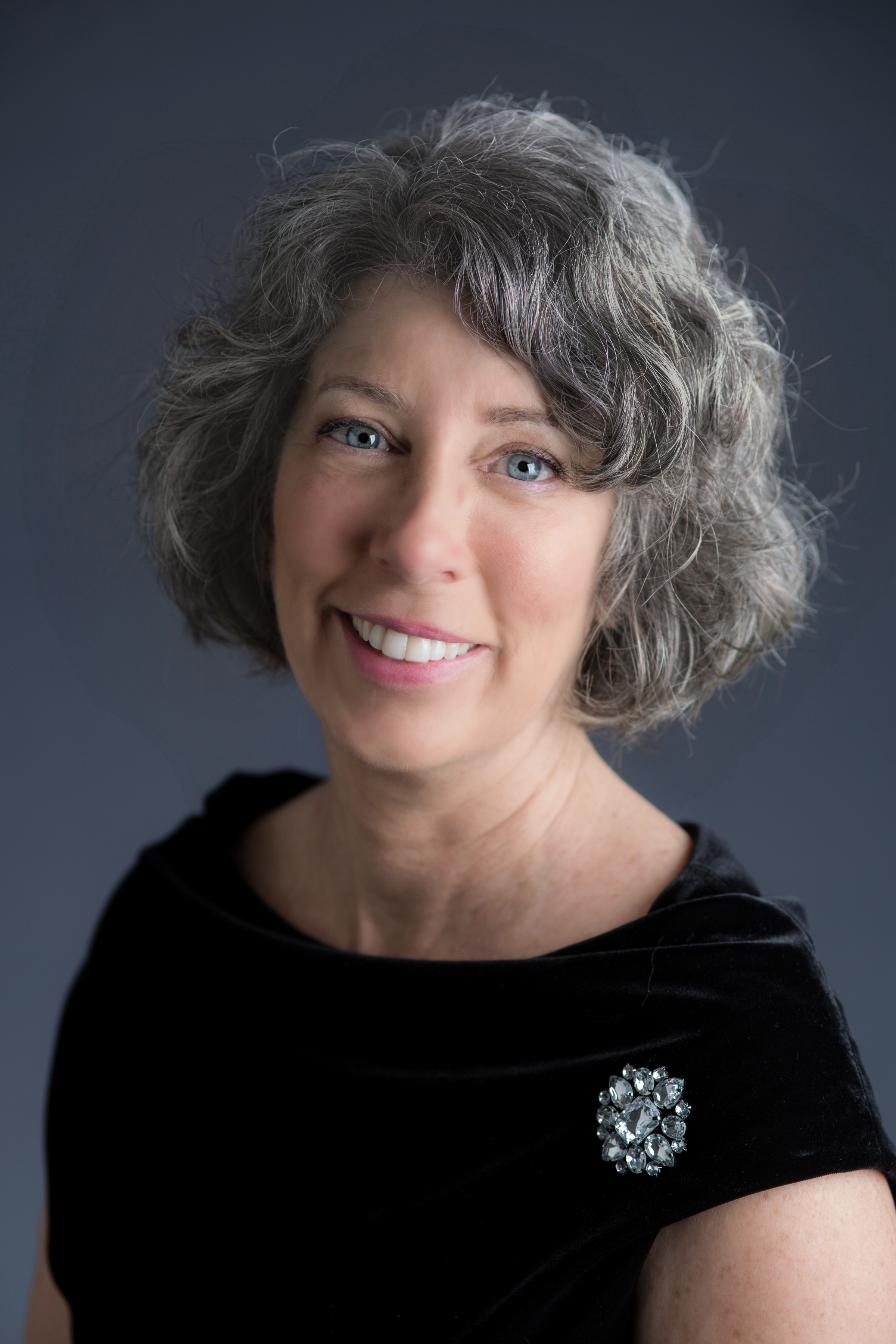
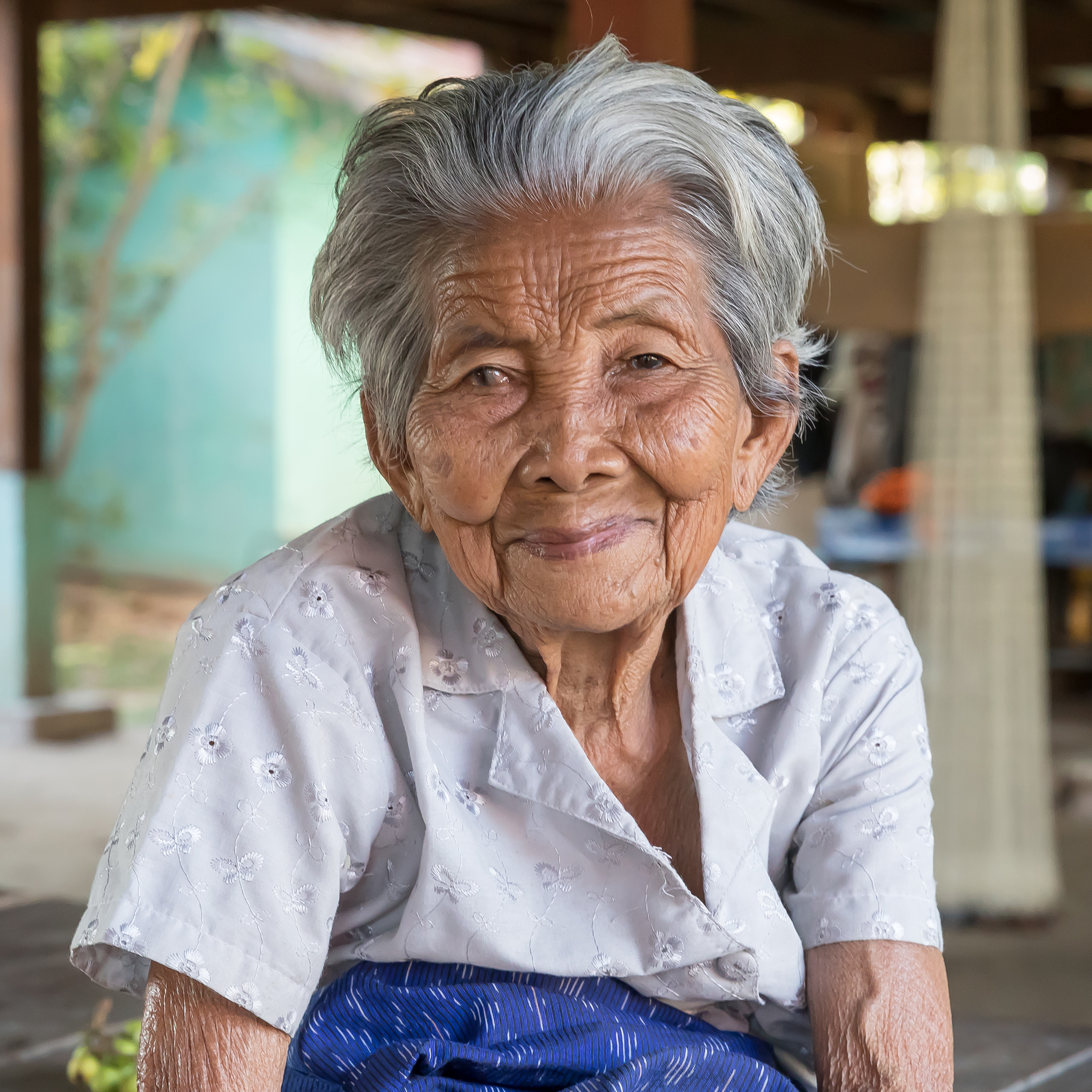
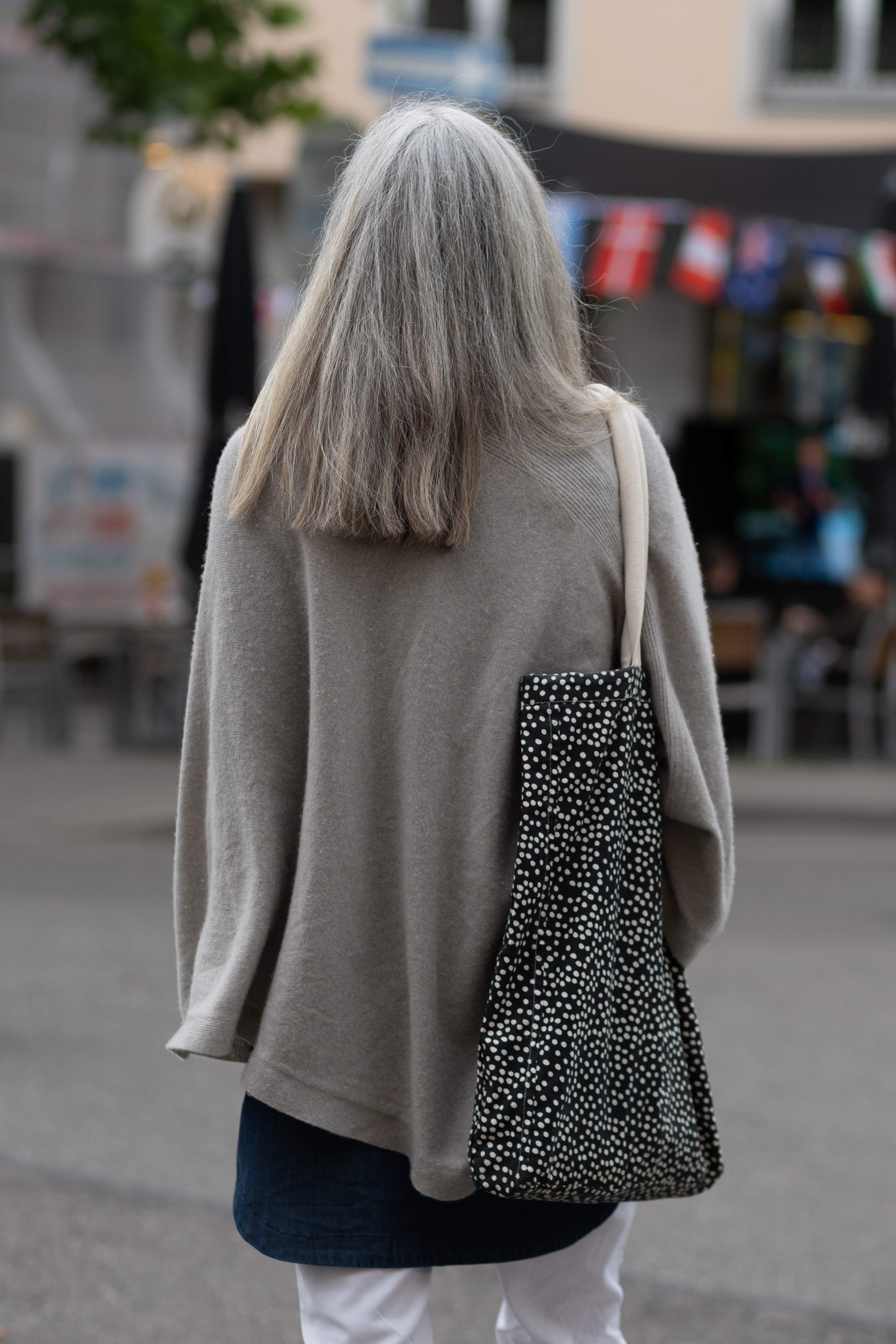
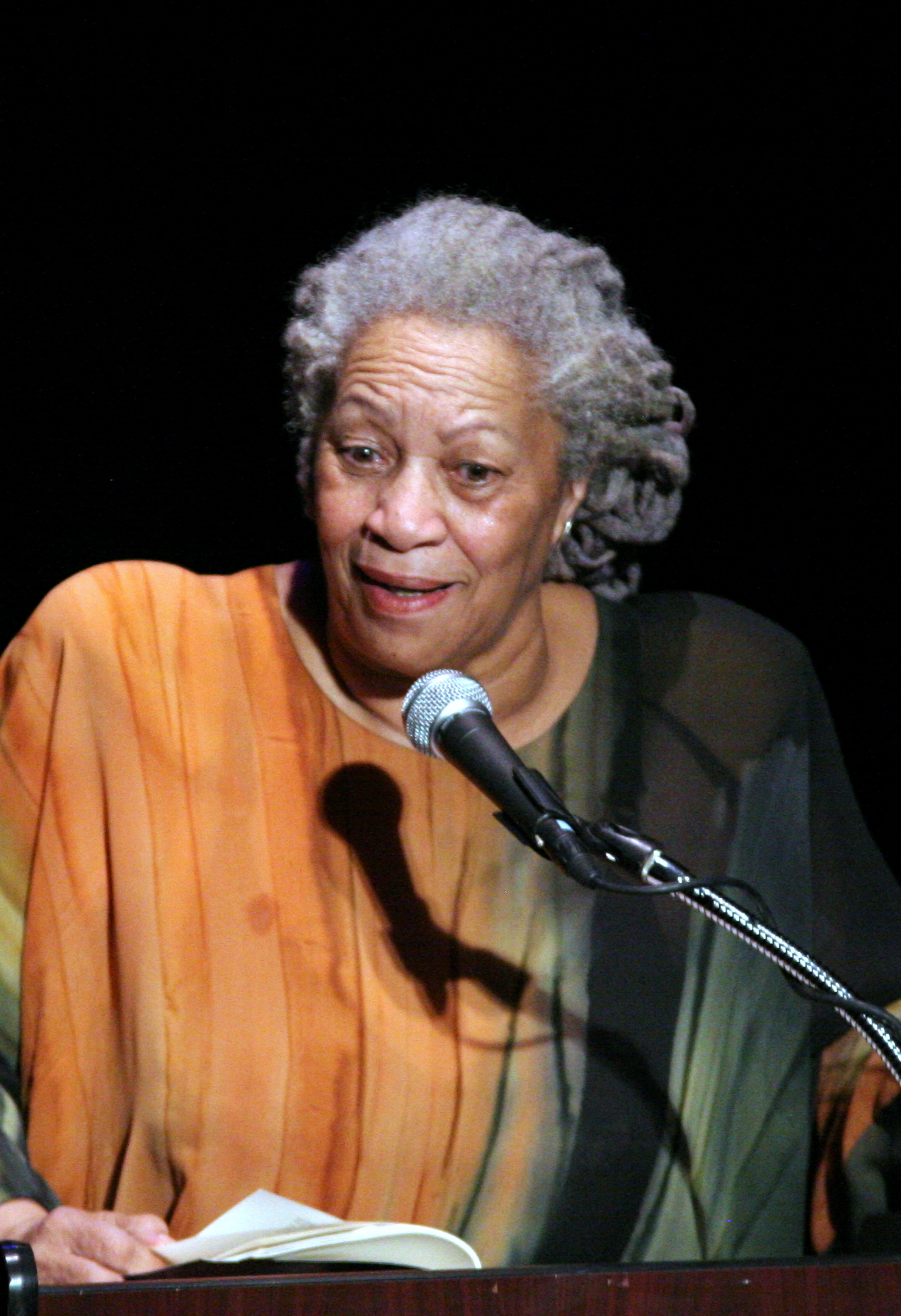
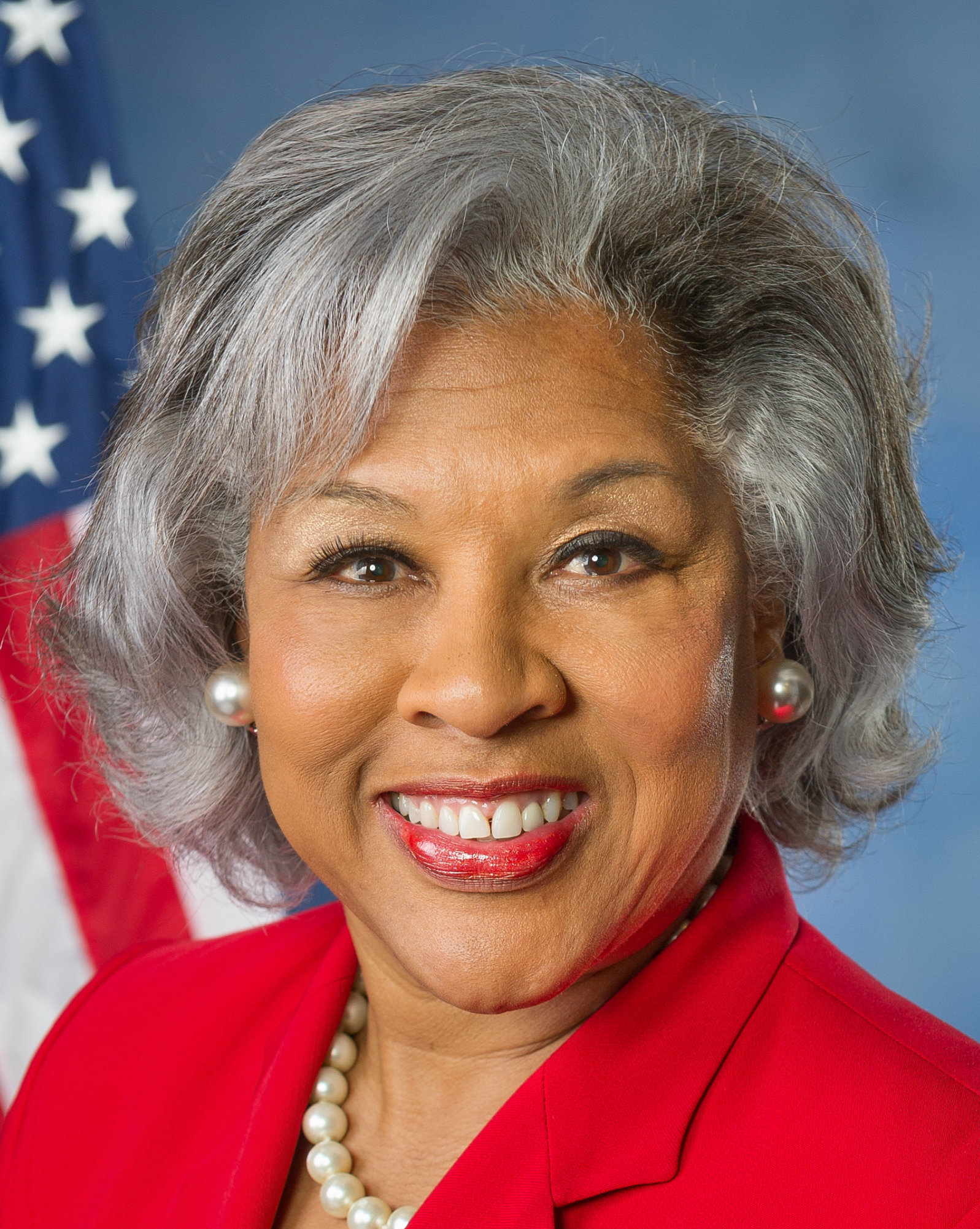
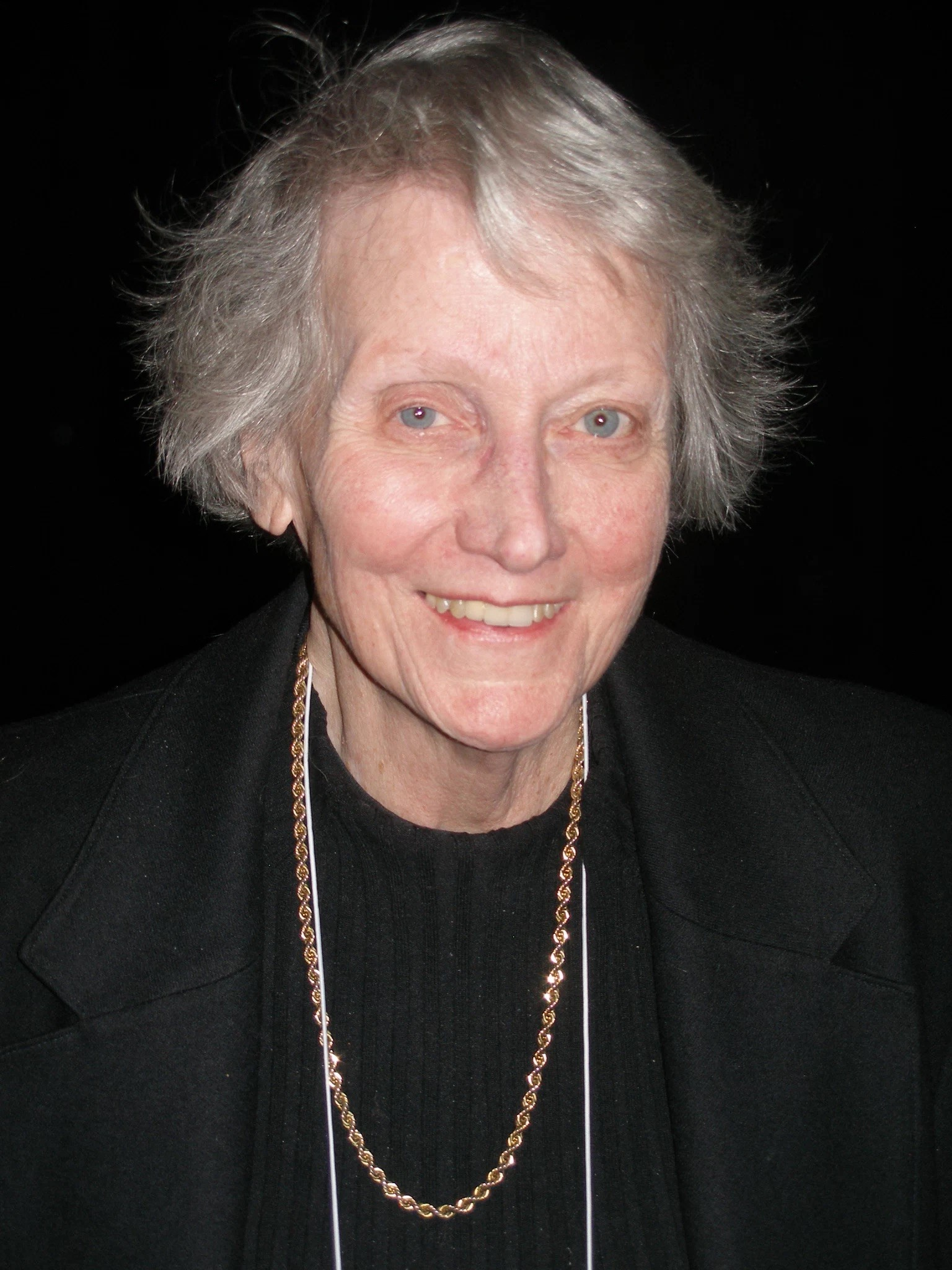
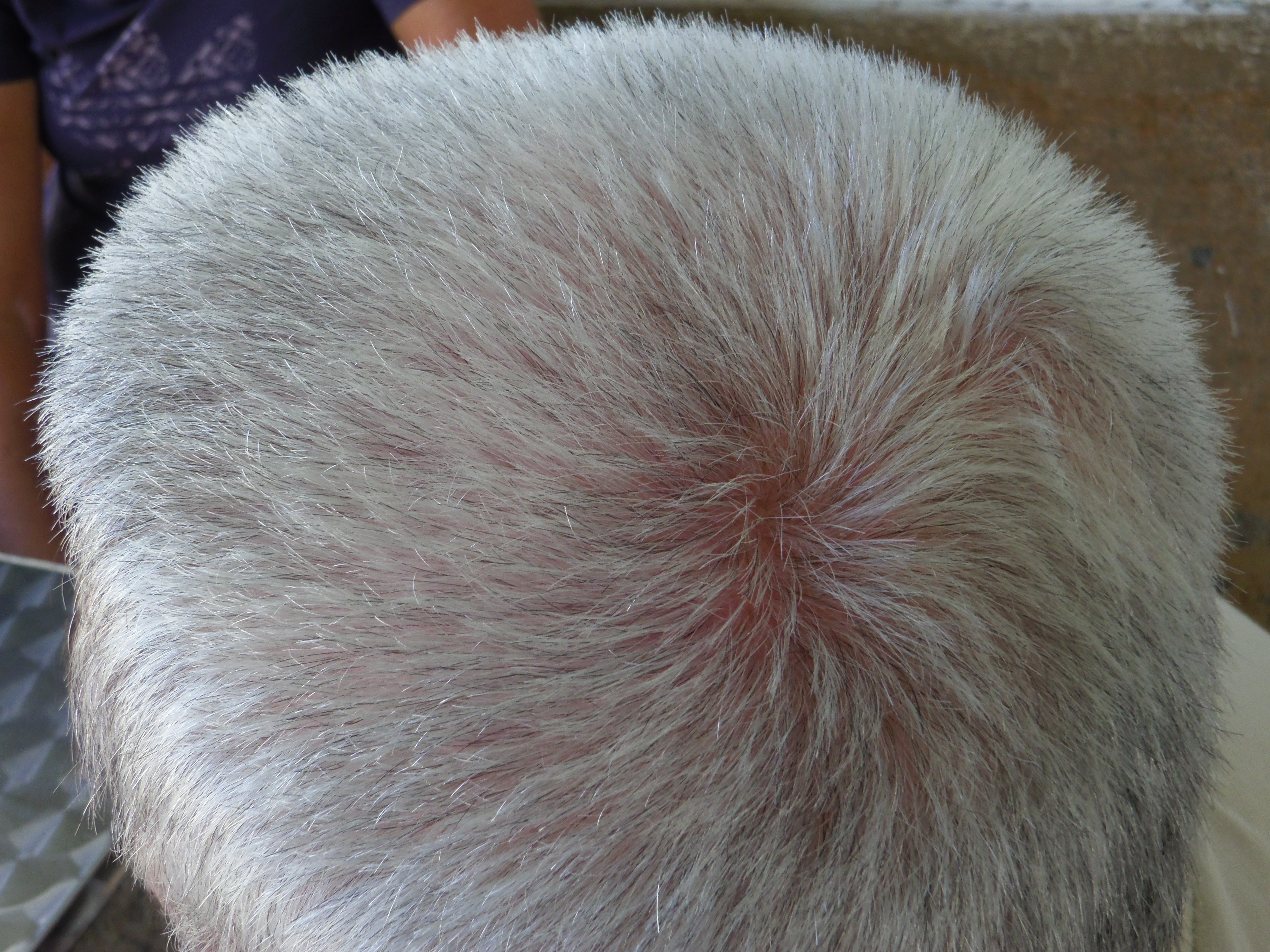
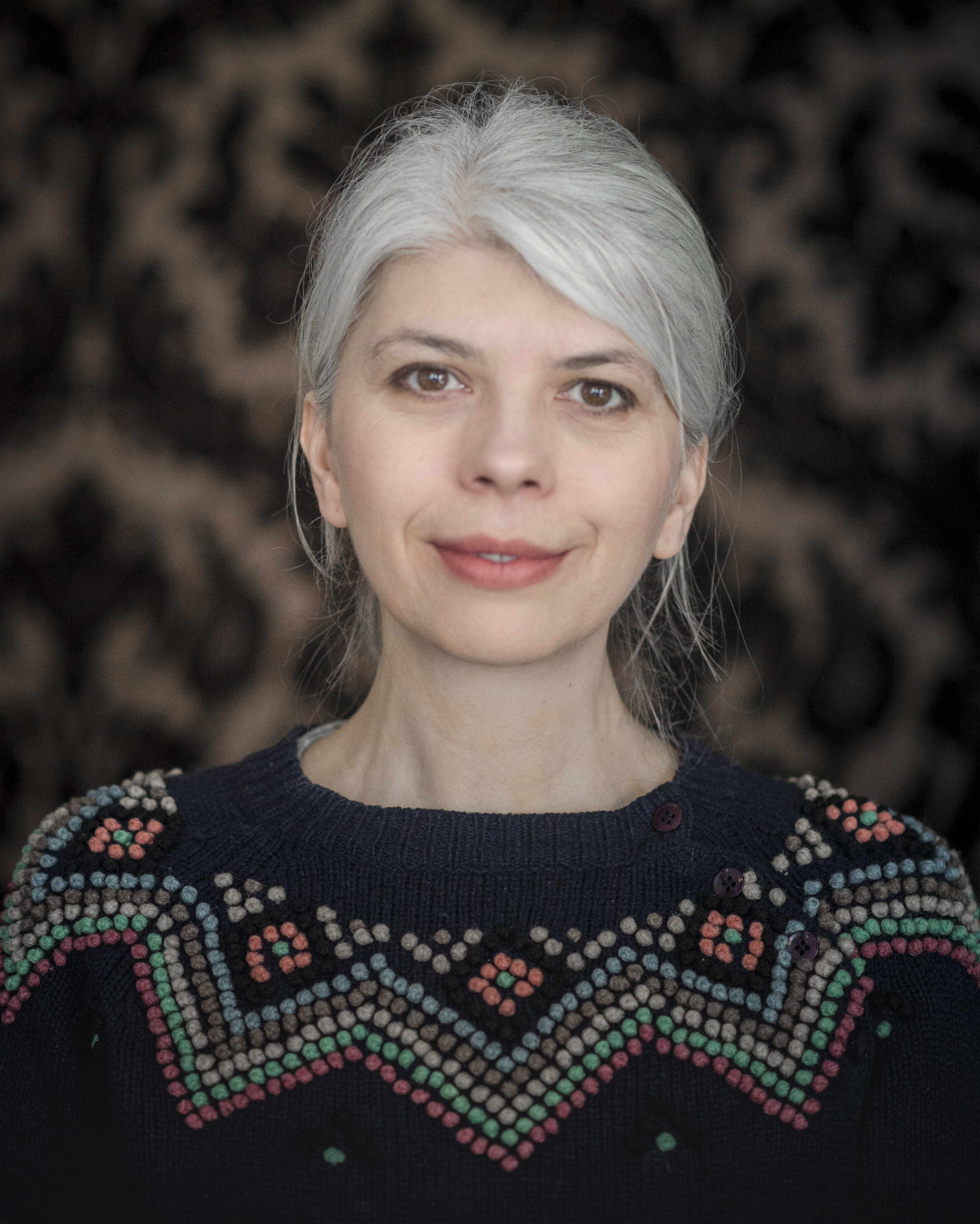
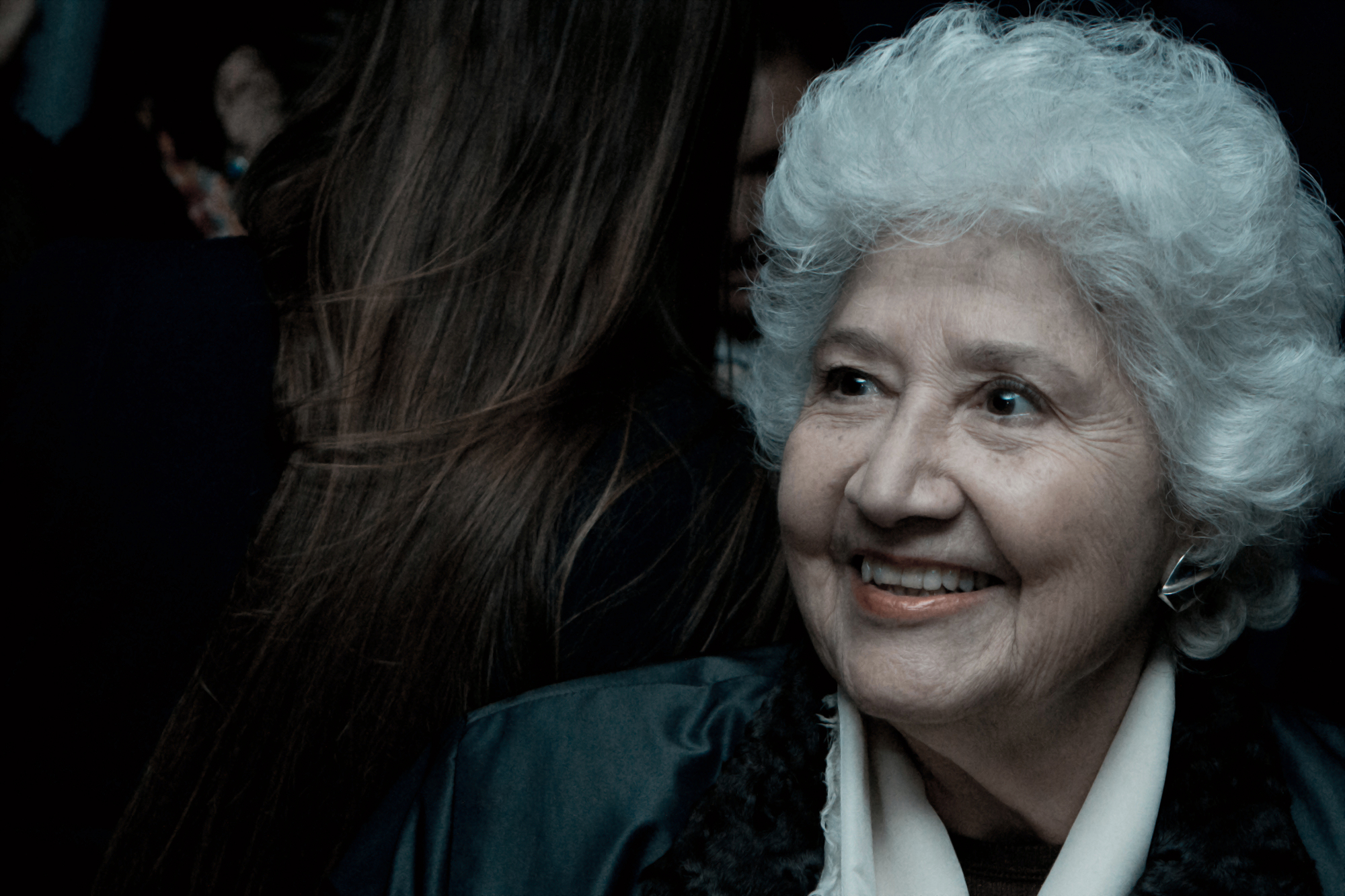
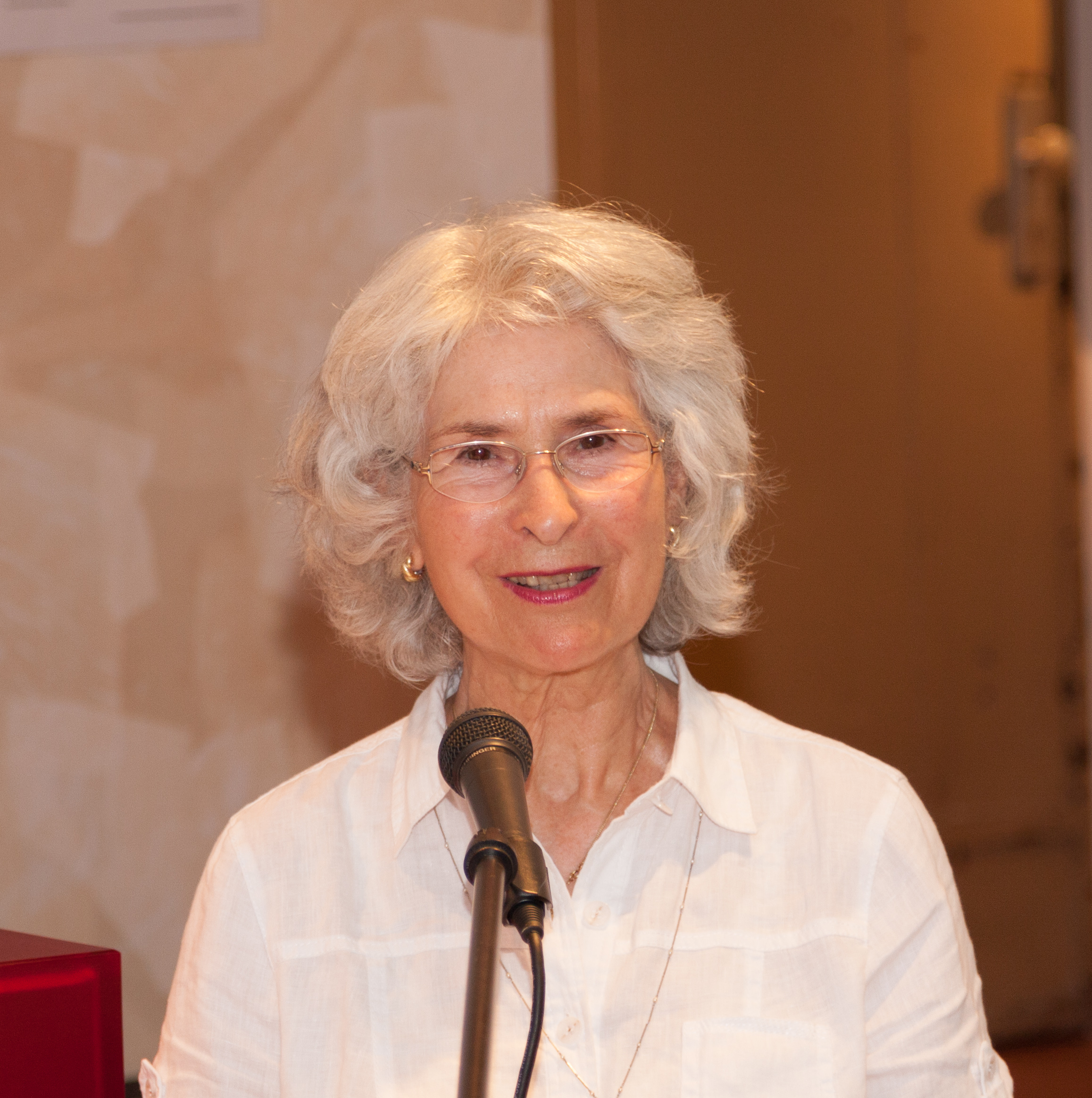
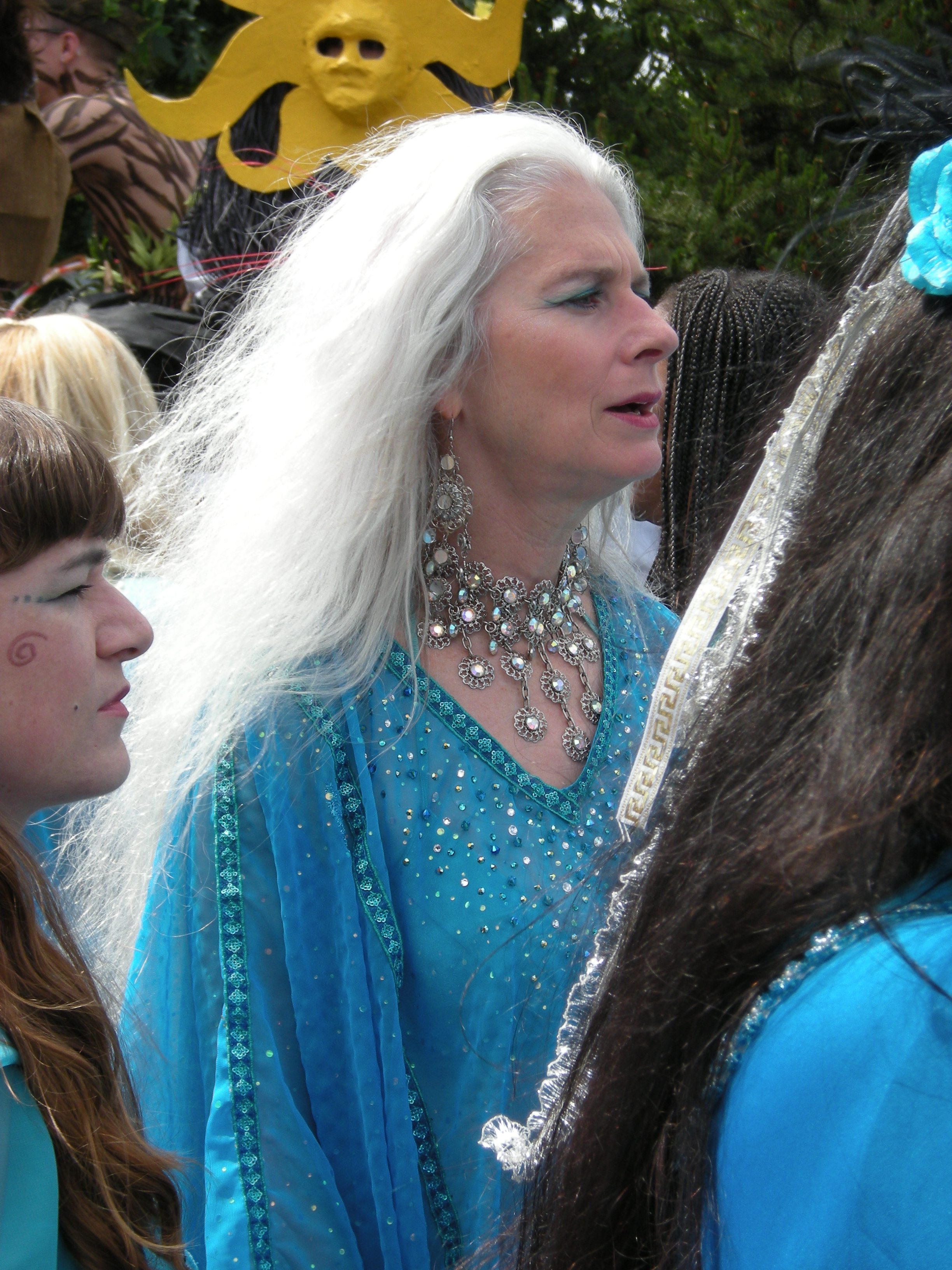

## Штучне фарбування волосся

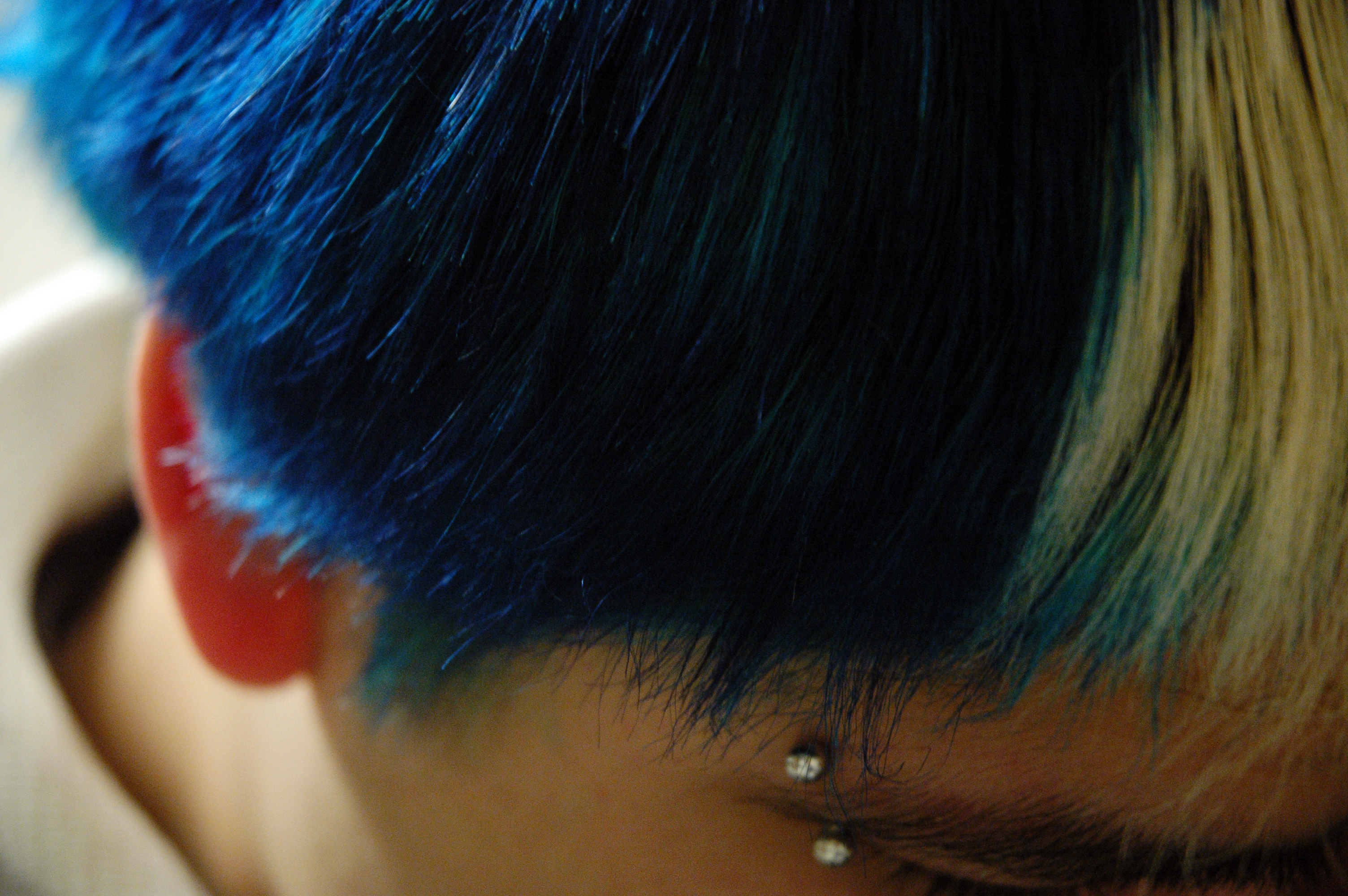
Штучне фарбування волосся у синій та жовтий

Фарбування волосся є поширеною косметичною процедурою. У суспільстві існує і регулярно змінюється мода на забарвлення волосся. Основними способами фарбування волосся є наступні техніки:
- Відбілювання, переважно перекисом водню,
- Фарбування натуральними барвниками — басмою, хною, цибулевим відваром,
- Двофазне фарбування в чорний, коричневий та інші кольори за допомогою окислюваних барвників.

Натуральні барвники діють на зразок тонуючих, тобто проникають лише в зовнішній шар волосини, але тримаються міцніше, особливо при систематичному вживанні. Вони не в змозі радикально змінити натуральне забарвлення (якщо воно не біляве), але можуть підсилити відтінок.